# Civitavecchia
Civitavecchia (AFI: [ˌtʃivitaˈvɛkkja]) è un comune italiano di 51 581 abitanti della città metropolitana di Roma Capitale nel Lazio.
Affacciata sul mar Tirreno, la sua storia è legata alla marineria e al commercio, tanto che oggi il porto di Civitavecchia è tra i più importanti d'Italia, il primo scalo europeo per numero di crocieristi annui in transito.

## Geografia fisica

### Territorio
Il villaggio, che poi diventò Civitavecchia, si sviluppò lungo la costa tirrenica in epoca etrusca. La città è situata in un territorio compreso tra il fiume Mignone a nord e il fiume Marangone a sud. Anche se non gode di grandi rilievi, la periferia è leggermente rialzata rispetto al resto dei quartieri. Inoltre vi sono numerosi fossi e piccoli canyon che partono dai vicini monti della Tolfa e sfociano a mare. La costa presenta numerose insenature e golfetti (cellae) con fondali rocciosi, le spiagge sabbiose invece sono presenti solo verso nord.
A nord di Civitavecchia scorre l'ultimo tratto del fiume Mignone che passa poi nella provincia di Viterbo per confluire infine nel mar Tirreno.

### Clima
- Classificazione climatica: zona C, 1085 GR/G

## Origini del nome
Centum Cellae (questo il nome latino che significa Cento [numerose] Celle) era all'epoca riferito, secondo quanto scrisse Plinio il Giovane per la prima volta in una lettera nel 107 d.C., a un luogo dove erano in corso grandi lavori per la costruzione del porto, nei pressi della villa dell'imperatore Traiano. Si può ipotizzare quindi che la città venne a compimento intorno al 110 d.C.

Numerose sono le ipotesi avanzate per spiegare l'origine del toponimo Centumcellae; si ritiene possa riferirsi al numero di insenature naturali che erano presenti sulla costa, oppure ai numerosi ambienti costruiti nella darsena per la raccolta merci, o ancora alle cento stanze della Villa Imperiale.

Nell'828, in seguito all'invasione distruttiva dei Saraceni, la popolazione lasciò il centro, rifugiandosi prima sui monti, poi in un nuovo sito chiamato "Cencelle" (per distinguerla dal primitivo), fino a quando non fece definitivamente ritorno nell'889 nella città d'origine, cambiandone il nome in Civitas Vetula (Città Vecchia) per distinguerla da Cencelle.

## Storia
La città venne creata sicuramente da un insediamento etrusco. La zona civitavecchiese non diventa realmente città, né è presente in documenti romani, fin dopo il ritorno di Traiano nel 103 d.C.

### Preistoria
Il territorio di Civitavecchia fu certamente abitato fin da epoche antichissime. Presso il torrente Fiumaretta sono stati ritrovati punte di frecce e raschiatoi in silice di età neolitica. Nelle località di Mattonara, Malpasso e Torre Chiaruccia, l'erosione della costa ha riportato alla luce numerosi scarichi di capanne dell'età del bronzo e dell'età del ferro. Si tratta di popolazioni che certamente traevano dal mare i propri mezzi di sussistenza.

### Ipagidi epoca etrusca
Plinio il Vecchio nella Naturalis Historia, nel libro III dedicato alla geografia del Mediterraneo occidentale, nell'elencare i popoli dell'antica Etruria nomina gli Aquenses Taurini e i Castronovani. L'ubicazione dei due insediamenti è stata accertata il primo presso il colle Ficoncella, nei pressi dei resti delle Terme di Traiano, il secondo presso il torrente Marangone. Tutto il territorio di Civitavecchia è disseminato da resti di tombe etrusche e si può supporre che anche in epoca preromana, in corrispondenza dell'attuale centro della città, prosperasse un piccolo insediamento etrusco.
La necropoli etrusca della Mattonara, non lontana dallo stabilimento della Molinari, fu scoperta nel 2002 ed è quasi sicuramente riferibile al VII - VI secolo a.C.: molto probabilmente era collegata con la vicina necropoli di Cava della Scaglia che accoglie sepolture almeno dall'VIII al V secolo a. C. Storici e archeologi concordano sull'esistenza di un antichissimo porto cellulare, formato cioè da piccoli bacini paralleli capaci di dare alloggio a una singola imbarcazione. I resti di tali approdi erano ancora visibili alla fine del XIX secolo nei pressi del Forte Michelangelo.

### Periodo romano
La prima volta che compare il nome Centumcellae è in una lettera in cui Plinio il Giovane informa Corneliano di essere stato convocato dall'imperatore per il "Consilium Principis" presso la sua villa, situata nel luogo chiamato Centum Cellae, nel 107. «Villa pulcherrima cingitur viridissimis agris», così scriveva lo storico all'amico quando, ospite dell'imperatore Traiano, poté ammirare i grandi lavori, destinati a far sorgere il porto che avrebbe conservato per sempre, egli diceva, il nome del suo fondatore. L'imperatore aveva voluto stabilire in tale località la propria residenza proprio al fine di accelerare i lavori di costruzione del porto.
Centumcellae è poi menzionata nell'Itinerarium Maritimum, tra i porti e gli approdi del tragitto marittimo che da Roma conduceva in Provenza.
Il significato di Centum Cellae per anni è stato luogo di discussioni, alcuni ritengono che esso si riferisca alle insenature della costa, ma è stato ritenuto più probabile che centum, il quale in latino è un aggettivo che indica un numero ancora da definire, si riferisca alle stanze della Villa di Traiano, la quale è ancora da collocare. Dunque si può dedurre che la data natale di Civitavecchia sia attorno al 107, durante il quale dovrebbero essere iniziati i lavori per la costruzione del porto, e che nel 110 siano terminati i lavori. Durante l'edificazione della città essa prese lo stile romano e venne edificato il cardo massimo, ovvero l'attuale Corso Marconi.
Sul finire dell'impero, quando tanti luoghi abitati, già fiorenti, declinavano rapidamente, Civitavecchia conservava ancora la sua importanza. Ne dà notizia il poeta Rutilio Namaziano che all'inizio del V secolo, tornando via mare in Gallia, si fermò presso Centocelle e descrisse sia la vitalità del porto sia le Terme di Traiano che, seppur lontane tre miglia, erano di facile accesso al viaggiatore.

### Alto medioevo
L'Impero bizantino assunse il controllo di Civitavecchia tra il 537 e il 538, strappandola ai Goti. Lo storico bizantino Procopio di Cesarea, nel narrare le vicende della guerra contro i Goti, sottolinea l'importanza strategica dell'occupazione di Civitavecchia da parte delle forze bizantine, in considerazione delle dimensioni e dell'elevato numero degli abitanti della città, dotata di un porto ancora in piena efficienza. Durante la dominazione dell'impero romano d'oriente la città dipendeva dal Duca con sede in Roma, ma il vero e proprio comando dipendeva dal Conte a capo della guarnigione militare di stanza in città. Di uno di essi, un certo Teofanio, vissuto verso la fine del secolo VI, si ha una menzione nei Dialoghi di papa Gregorio Magno, in ragione delle sue virtù di mitezza nel governo. Bisanzio mantenne il controllo di Civitavecchia fino all'ottavo secolo. La città passò sotto il dominio dello Stato Pontificio nel 728. Papa Gregorio III nel 740 fece restaurare le mura che consentirono alla città di resistere al tentativo di occupazione delle milizie longobarde guidate dal duca Grimoaldo nel 749. Le mura gregoriane non bastarono qualche decennio più tardi contro gli assalti dei saraceni.
L'incombente pericolo delle incursione saracene sembra verificarsi già nell'anno 776, quando si ha notizia di navi piratesche condotte a Centumcellae e date alle fiamme. Si ha notizia di una prima devastante incursione e del saccheggio di Centumcellae tra la fine dell'813 e gli inizi dell'814 (da Eginardo, lo storico di corte di Carlo Magno nella sua opera Vita Karoli), cui seguirono ripetute incursioni, fino alla distruzione della città nell'828. Gli abitanti dovettero trovare rifugio tra le selve boscose circostanti, ma già nell'854 il pontefice Leone IV, per dare loro stabile e sicura dimora, consacrò non lontano, tra le colline dei Monti della Tolfa, sulla sinistra del fiume Mignone, sui ruderi di un preesistente pagus etrusco, una nuova città, che secondo il biografo di questo pontefice avrebbe dovuto chiamarsi Leopoli, ma che nella realtà, come attestano i documenti, perpetuò il nome di Centumcellae, anche perché ivi si era trasferito il vescovo della primigenia città romana portando con sé il titolo dell'antica omonima diocesi. Questa nuova città munita di dieci torri e tre porte prosperò per lungo tempo come libero Comune, mutando gradualmente il nome in Centocelle e poi Cencelle.
Una narrazione esaltata da Vincenzo Annovazzi, alimentata da errate interpretazioni storiche, narra che dopo 60 anni dall'invasione saracena dell'828, la popolazione della nuova città di Leopoli fosse assai incerta se tornare tra i ruderi della vecchia Centumcellae o rimanere nel nuovo abitato, lontano dal mare ma certamente più protetto da altre eventuali invasioni. La popolazione totalmente rinnovata e i giovani affezionati al luogo nativo si sarebbero riuniti in aperta campagna all'ombra di una grande quercia, per decidere se tornare ai luoghi antichi vicini al mare. Quando i contrari al ritorno stavano per ottenere la maggioranza sarebbe intervenuto un vecchio marinaio, di nome Leandro, uno dei superstiti dell'antica città. Il suo eloquio sarebbe stato così convincente che riuscì a cambiare l'esito della votazione convincendo l'assemblea a votare, all'unanimità, per il ritorno alla vecchia città, che sarebbe stata ribattezzata appunto Civitas Vetula. Sarebbe questo, secondo la leggenda, all'origine del simbolo della città, la quercia con le lettere O.C., per l'ottimo consiglio fornito dal vecchio marinaio, al quale sarebbe stata intitolata la piazza principale della nuova città marinara, ancora oggi denominata piazza Leandra. In realtà il nome si fa risalire all'Oleandro (Leandro) secondo una consuetudine medievale di attribuire il nome di piante a vie e piazze: nei pressi di questa Piazza infatti vi sono vicolo dell'Olmo, via Colle dell'Olivo, via di Laura (Alloro=Lauro).
La figura di Leandro, nata dalla fantasia romantica di Padre Alberto Guglielmotti, e che ha radicato una forte leggenda accettata storicamente da Carlo Calisse e creduta acriticamente fino ai giorni nostri, è però contraddetta dalle ricerche storiche condotte da Odoardo Toti a partire dal 1958 e confermate dalle indagini archeologiche condotte sul sito della città leoniana dalla Professoressa Letizia Pani Ermini dell'Università di Roma La Sapienza a partire dal 1998. La Centumcellae (Leopoli-Cencelle) fondata da Leone IV si estinse definitivamente solo nella seconda metà del XV secolo, in concomitanza con la scoperta dell'allume tra i monti della Tolfa e il conseguente sviluppo commerciale della romana Centumcellae, che attorno all'anno 1072 compare per la prima volta come una Rocca sulle rovine del porto, con il nome di Civita Vetula o Civita Veccla, donde il nome definitivo di Civitavecchia. Le lettere OC che campeggiano nell'insegna araldica di Civitavecchia, si ritiene che non siano le iniziali del motto "Ottimo Consiglio" riferibile alla favola del mitico Leandro che avrebbe "consigliato" gli abitanti a fare ritorno alla città marinara, bensì le iniziali del motto ORDO CENTUMCELLENSIS in ricordo e a onore delle origini romane di Civitavecchia.

### Basso medioevo

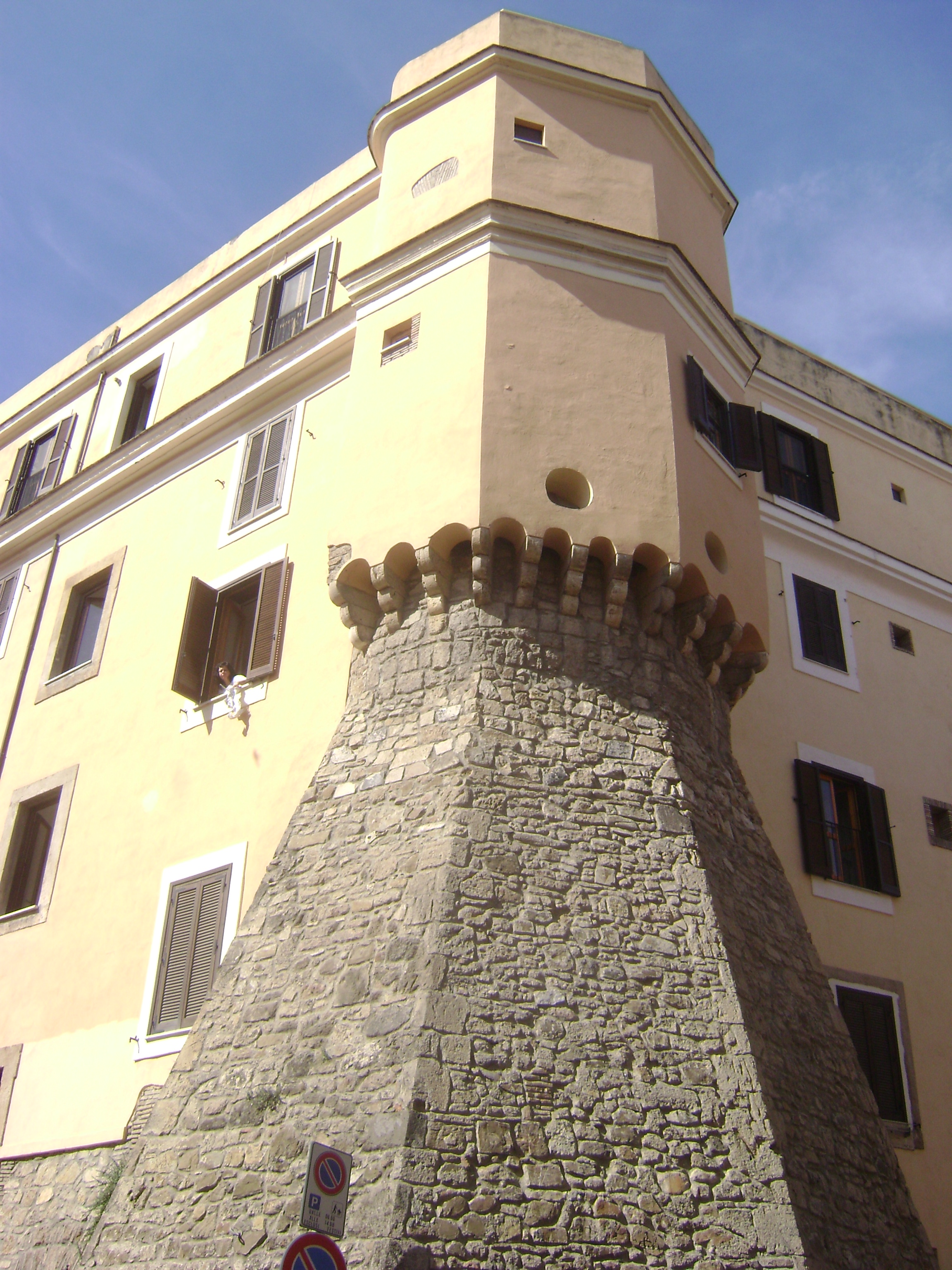
Il Bastione, torre ottagonale facente parte delle mura che in epoca medievale circondavano a trapezio l'abitato di Civitavecchia.

Sui primi secoli della città rinata le notizie sono assai scarse. Nell'XI secolo ebbero signoria su Civita Vetula il Conte Ranieri di Civitacastellana e il Monastero di Farfa. Il Pontefice Innocenzo II concesse Civita Vetula in feudo a Pietro Latro appartenente alla famiglia romana dei Corsi. I feudatari che ebbero più a lungo il possesso della città furono i Prefetti di Vico, ai quali fu inizialmente concessa la sovranità da Federico Barbarossa, poi confermata anche dal papa Urbano IV. A contendere la sovranità sul feudo ai Prefetti di Vico fu la nobile famiglia dei Romani, che esercitò il potere sulla Rocca prima di restituirlo a Giovanni di Vico nell'anno 1347 (Carlo Calisse, Storia di Civitavecchia). L'ultimo feudatario di Civitavecchia fu Giacomo Di Vico, il quale si unì ai Colonna contro il papa Eugenio IV. Nell'anno 1431 il pontefice inviò contro Giacomo l'esercito comandato dal cardinale Giovanni Maria Vitelleschi e composto dai migliori capitani di ventura dell'epoca: Fortebraccio, Ranuccio Farnese e Menicuccio dell'Aquila. Nonostante il numero soverchiante dei fedeli al Papa, la rocca di Civita Vecchia o Civita Vetula risultò inespugnabile e Giacomo Di Vico riuscì a trattare la resa, cedendo la città alle forze del papa per 4.000 fiorini d'oro.

### Il Rinascimento
Parallelamente alle lotte intestine della nobiltà romana per il controllo del feudo civitavecchiese, il popolo della città cominciava a sviluppare i propri statuti comunali di cui si ha la prima traduzione in volgare conosciuta risalente al 1451 ad opera di Bartolomeo di Ser Giovanni da Toscanella, vicario di Civitavecchia. A capo della magistratura comunale era posto un Visconte che durava in carica 4 anni ed era coadiuvato da un Camerlengo che svolgeva le funzioni di tesoriere, nonché da due "assessori" chiamati consiglieri o ufficiali.

Con la vittoria di papa Eugenio IV su Giacomo Di Vico il potere dei papi su Civitavecchia si consolidò definitivamente, dando inizio a un periodo di rinascita della città nel quadro del contestuale Rinascimento italiano. Papa Nicola V provvide a restaurare le mura nel 1455, e il suo successore Sisto IV dotò la città di un efficiente acquedotto. Fu Papa Giulio II a dare il maggior impulso di sviluppo e rinascita di Civitavecchia: fu sotto il suo pontificato che iniziarono i lavori della fortezza, progettata dal Bramante, ma che prese il nome di Michelangelo nonostante quest'ultimo, su commissione di Papa Paolo III, si fosse limitato a realizzare la parte superiore del maschio esagonale, completando l'opera nel 1535.
Nel 1522 l'Ordine dei Cavalieri Ospitalieri con il loro Gran Maestro Filippo Villiers, a seguito della loro cacciata dall'isola di Rodi da parte dei turchi, si stabilì a Civitavecchia rimanendovi fino al 1530, anno in cui Carlo V concesse ai Cavalieri l'Isola di Malta, di cui assunsero in seguito il nome.

Papa Paolo III benedì a Civitavecchia le navi delle flotte veneziana, genovese e spagnola, che nel 1535 partirono dal porto della città per combattere i pirati di Tunisi, il cui capo era il celebre corsaro Aruj Barbarossa.
Durante tutto il XVI secolo la città fu fortificata e dotata di nuove infrastrutture. Si segnalano per pregio e importanza le mura del Sangallo iniziate nel 1515 e terminate nel 1555 sotto il pontificato di Giulio III, nonché le opere di difesa andate perdute nel bombardamento dell'ultima guerra, come il bastione della vecchia darsena e le quattro torri di avvistamento (Chiaruccia, Marangone, Valdaliga e Bertalda).
Il Papa Sisto V istituì la flotta pontificia permanente di stanza a Civitavecchia nell'anno 1588, dotando la città di acqua dalla sorgente di San Liborio. I papi Clemente VIII, Paolo V e soprattutto Urbano VIII, contribuirono a portare il porto alla piena efficienza perduta con la caduta dell'Impero romano d'Occidente.
Nel XVII secolo Civitavecchia fu dotata da Papa Alessandro VII di un imponente arsenale, andato distrutto nel corso dei bombardamenti alleati subiti dalla città nella seconda guerra mondiale, e il suo porto divenne nevralgico per l'approvvigionamento di cereali, da cui dipendeva la capitale. In meno di un secolo la popolazione passò da mille a tremila abitanti. L'arsenale costituiva un supporto indispensabile per la flotta pontificia impegnata all'epoca nella lotta contro la pirateria e la politica espansionista dell'Impero ottomano. Nel 1693 Civitavecchia ottenne lo statuto di città.
L'anno precedente (1692) papa Innocenzo XII aveva promosso il ripristino dell'antico acquedotto di Traiano, incrementato dalla captazione di nuove sorgenti. Nell'approssimarsi della sua inaugurazione, il 6 maggio 1696 il pontefice si recò personalmente a Civitavecchia per spronare la conclusione dell'opera, lunga 35 chilometri.

Fu all'inizio del XVIII secolo che, data l'accresciuta importanza della città, Civitavecchia divenne sede di governatore e capoluogo di provincia, che comprendeva i territori di Tolfa, Allumiere e Tarquinia. Ancora in questo periodo, però, le autorità cittadine erano quelle di epoca rinascimentale, ossia il visconte e il camerlengo.
Il secolo d'oro, caratterizzato da pace e stabilità, stava per finire. Con l'occupazione dello Stato Pontificio i francesi presero possesso anche della città di Civitavecchia nel 1798 e del suo porto. Qui nello stesso anno si concentrò e prese imbarco una divisione francese di 6.000 uomini, guidata dal generale Desaix, destinata da Napoleone Bonaparte alla campagna d'Egitto. A tal fine fu requisita e utilizzata tutta la flotta pontificia.

Il generale austriaco Mack, alla testa dell'esercito del Regno di Napoli, invase lo Stato Pontificio nel novembre del 1798. Le truppe francesi a quel punto si ritirarono dalle città per concentrarsi e resistere unite all'invasore. Le istituzioni cittadine a quel punto decisero di mostrarsi neutrali alla disputa che impazzava tra i francesi da una parte e gli austriaci, che peraltro godevano dell'appoggio inglese da mare e di quello russo da terra.

Quando i francesi tentarono di rientrare in città, il primo febbraio 1799, la città chiuse le porte dando inizio a un lungo assedio, durato oltre un mese. Le forze francesi in campo ammontavano a circa 3000 uomini ben equipaggiati con artiglieria pesante, guidati dal generale Merlin. Nonostante la soverchiante superiorità di forze, i francesi non riuscirono a fare breccia tra le mura e, infine, il Popolo di Civitavecchia poté trattare una resa onorevole.
Nel 1809 tutto lo Stato Pontificio venne annesso all'Impero francese e grande impulso fu dato da Napoleone allo sviluppo delle infrastrutture e delle istituzioni della città. Furono creati tra l'altro il Tribunale, la Camera di Commercio e un'importante Stazione Meteorologica.

### Dalla restaurazione all'Italia unita
Con il ritorno di Pio VII sul seggio di Pietro nel 1814 a seguito della disfatta napoleonica, venne dato ulteriore impulso alla crescita delle istituzioni locali, con la creazione di un Ufficio di Sanità Marittima, che aveva competenza su tutto il litorale dello Stato. In questo periodo di restaurazione Civitavecchia divenne capoluogo di Delegazione e il visconte e il camerlengo furono sostituiti da un gonfaloniere, con funzioni di "sindaco", coadiuvato da una giunta di sei persone chiamati Anziani.

Leone XII ripristinò la cattedra vescovile di Civitavecchia, soppressa dalla caduta di Centumcellae e da allora unita a quella di Tuscania. Nel corso del papato di Gregorio XVI furono costruiti importanti edifici, tra cui il Teatro Traiano.
Il popolo di Civitavecchia, di sentimenti liberali, aderì subito al movimento risorgimentale. Il 9 febbraio 1849, giorno in cui fu proclamata la Repubblica Romana, il primo tricolore sventolava sul Forte Michelangelo. L'entusiasmo durò poco e fu subito spento il successivo 24 marzo, allorquando le truppe francesi di Luigi Napoleone Bonaparte, comandate dal generale Oudinot, sbarcarono in città con l'intenzione, malcelata, di ristabilire l'ordine e rimettere il Papa al suo posto di comando. Il popolo non oppose resistenza, convinto, a torto, che i francesi avrebbero svolto quel ruolo di "liberatori" dall'oppressione clericale che gli era stato proprio qualche anno prima.

L'ultimo ventennio di dominio pontificio su Civitavecchia fu caratterizzato, sotto il pontificato di Pio IX, da importanti opere pubbliche, tra cui il tronco ferroviario Civitavecchia-Roma del 1859.
Il 16 settembre 1870, quattro giorni prima della Breccia di Porta Pia, gli italiani guidati da Nino Bixio, fecero il loro ingresso in città tra ali di folla plaudente. Civitavecchia divenne così definitivamente italiana. È la fine del potere ultra millenario dei papi, risalente (sia pur con qualche discontinuità) all'anno 728 d.C.

### Seconda guerra mondiale

Bandiera degli Arditi del Popolo di Civitavecchia.

Civitavecchia, durante la seconda guerra mondiale, venne rasa al suolo dalle bombe alleate nel corso dei 76 bombardamenti protrattisi dal 14 maggio 1943 al giugno 1944.

Fu luogo di forte movimento partigiano, anche se Mussolini faceva frequenti visite in questa città. Si può dire che il movimento partigiano ha antiche origini che risalgono alla forte compagine degli Arditi del Popolo, fondata nel 1921 da Argo Secondari, ex pluridecorato Ardito assaltatore. Tale formazione univa principalmente anarchici, ma anche comunisti, socialisti e altri idealisti di sinistra, e l'appoggio delle masse operaie a tale formazione fu molto rilevante proprio a Civitavecchia, per cui la bandiera degli Arditi del Popolo di Civitavecchia assunse valenza nazionale come gagliardetto delle squadre di difesa antifascista. Il 10 giugno 1940 l'Italia di Mussolini entrò in guerra contro la Francia e la Gran Bretagna. Ovviamente, la prima risorsa di Civitavecchia, il porto, fu la prima a risentire dello stato bellico: il traffico portuale è ridotto allo stremo e si ha un crollo dei traffici portuali passando da 1.000.215 tonnellate lavorate nel 1938 a 39.000 tonnellate lavorate nel 1944. Il risultato sulla popolazione - come in tutta Italia - fu devastante: il primo problema furono sicuramente i negozi di alimentari, con i cibi che cominciarono a scarseggiare e quel poco che c'era raggiunse prezzi elevatissimi. Un avviso della polizia nel 1941 annuncia che il pesce era quasi totalmente scomparso e ciò che veniva comprato era acquistato dai commercianti romani. Il terrore vero e proprio iniziò il 14 maggio del 1943 alle 15:20: per 15 minuti 48 fortezze volanti americane seminarono panico distruzione su tutta Civitavecchia. Si è fatto un calcolo per difetto dei morti, che ammonta circa a 400, i feriti oltre 300; il porto divenne inagibile e anche le linee ferroviarie vennero interrotte. Non c'era cibo, non c'erano alloggi, l'unica soluzione per i civitavecchiesi era rifugiarsi nei paesi vicini. Qui ricordiamo alcune date importantissime che riconducono a dei bombardamenti mortali come: il 30 agosto 1943, il 21 novembre 1943, il 16 dicembre 1943, nel mese di maggio del 1944 se ne susseguono sei e poi si ha l'ultimo bombardamento il 22 maggio 1944. Civitavecchia apparve spettrale, devastata al 95% nei suoi edifici pubblici e privati. Venne rasa al suolo la cattedrale, il quartiere medievale, la chiesa di Santa Maria, l'antica Rocca. La città fu totalmente abbandonata nell'anno che va dal 1943 al 1944, la sede comunale venne trasferita a Santa Marinella; con l'arrivo degli alleati si cercò di creare un'amministrazione, nonostante la popolazione non avesse un tetto, non avesse di che mangiare e vi fosse stata inoltre la razione aumentata del pane. Ad aggravare i problemi dei civitavecchiesi fu anche la presenza dei profughi e militari sardi che per tornare nella loro isola cominciarono a organizzare bande e assalire gli agricoltori razziando bestiame che già scarseggiava. Tra i caduti di Civitavecchia ve ne furono oltre 200 nelle forze armate solamente. Civitavecchia piano piano iniziò a risollevarsi, anche se tutt'oggi non se ne sia completamente conclusa la ricostruzione.
Nel 1949 cedette la frazione di Ladispoli al comune di Cerveteri.
L'8 marzo 1999 Civitavecchia ha ricevuto la Medaglia d'oro al Valor civile, per i sacrifici delle sue popolazioni e per i danni alla città.
Il 4 ottobre 1949 Santa Marinella e Santa Severa si distaccano da Civitavecchia diventando Comune autonomo.

### Simboli
Lo stemma della Città di Civitavecchia ha la seguente blasonatura:
L'origine dello stemma tra la fantasia popolare, la leggenda e la tradizione si fa risalire al memorabile avvenimento, dopo il quale gli abitanti di Centumecellae fecero ritorno al vecchio sito di origine, essendosi rifugiati per alcuni decenni su un sito collinare a causa dell'invasione saracena.
La tradizione narra di un'assemblea del popolo, all'ombra di una quercia, affinché venisse presa una decisione: se tornare tra i ruderi della vecchia città o rimanere nella nuova patria. Qui si fece notare un vecchio marinaio, di nome Leandro, il quale volse in suo favore tutte le menti, facendo decretare all'unanimità il ritorno alla vecchia patria. Lo stemma ricorda il memorabile avvenimento con la quercia su fondo azzurro e con le lettere O.C. (l'Ottimo Consiglio dato da Leandro).
In verità lo stemma cittadino nel XVII secolo raffigurava santa Fermina ma nel primo quarto del '700 compare, per quanto se ne sappia, per la prima volta, la Quercia con le lettere C.O. che nel 1740 in una stampa dello Scotto sono invertite (O.C.), disposizione che si generalizza nella prima metà dell'Ottocento. La Commissione Araldica Nazionale sul finire dell'Ottocento presieduta da Giuseppe Tomassetti chiaramente esplicita che le due lettere sono abbreviazione del motto Centumcellensium Ordo.

Altre fonti posteriori citano che le lettere O.C. non significano Ottimo Consiglio come vorrebbe la tradizione popolare, bensì sono le iniziali del motto Ordo Centumcellensis, a ricordo delle origini romane della città marinara, se non il motto Orbis Centumcellensis che compare in una omelia di san Gregorio Magno.
Il gonfalone è un drappo di giallo.
Lo stemma e il gonfalone attuali sono stati concessi con decreto del presidente della Repubblica del 29 dicembre 1995. Il motto era stato concesso insieme a un precedente stemma con regio decreto del 16 agosto 1900.

### Onorificenze
La città di Civitavecchia è tra le città decorate al valor militare per la guerra di liberazione, insignita della medaglia d'oro al merito civile e della medaglia d'argento al valor militare per i sacrifici delle sue popolazioni e per l'attività nella lotta partigiana durante la seconda guerra mondiale:

### Ricorrenze
Il 28 aprile ricorre la morte di Santa Fermina, patrona di Civitavecchia e Amelia.
La ricorrenza prevede una processione in costume e alla fine di questa la statua della santa viene trasportata con un rimorchiatore sul faro antico della città.

Durante questa fase suonano a festa incessantemente le trombe dei rimorchiatori creando un'atmosfera goliardica.

## Monumenti e luoghi d'interesse
Il centro storico della città è ben conservato e molto apprezzato dai turisti, nonostante molti dei monumenti storici siano stati distrutti dai bombardamenti della seconda guerra mondiale.

### Architetture religiose

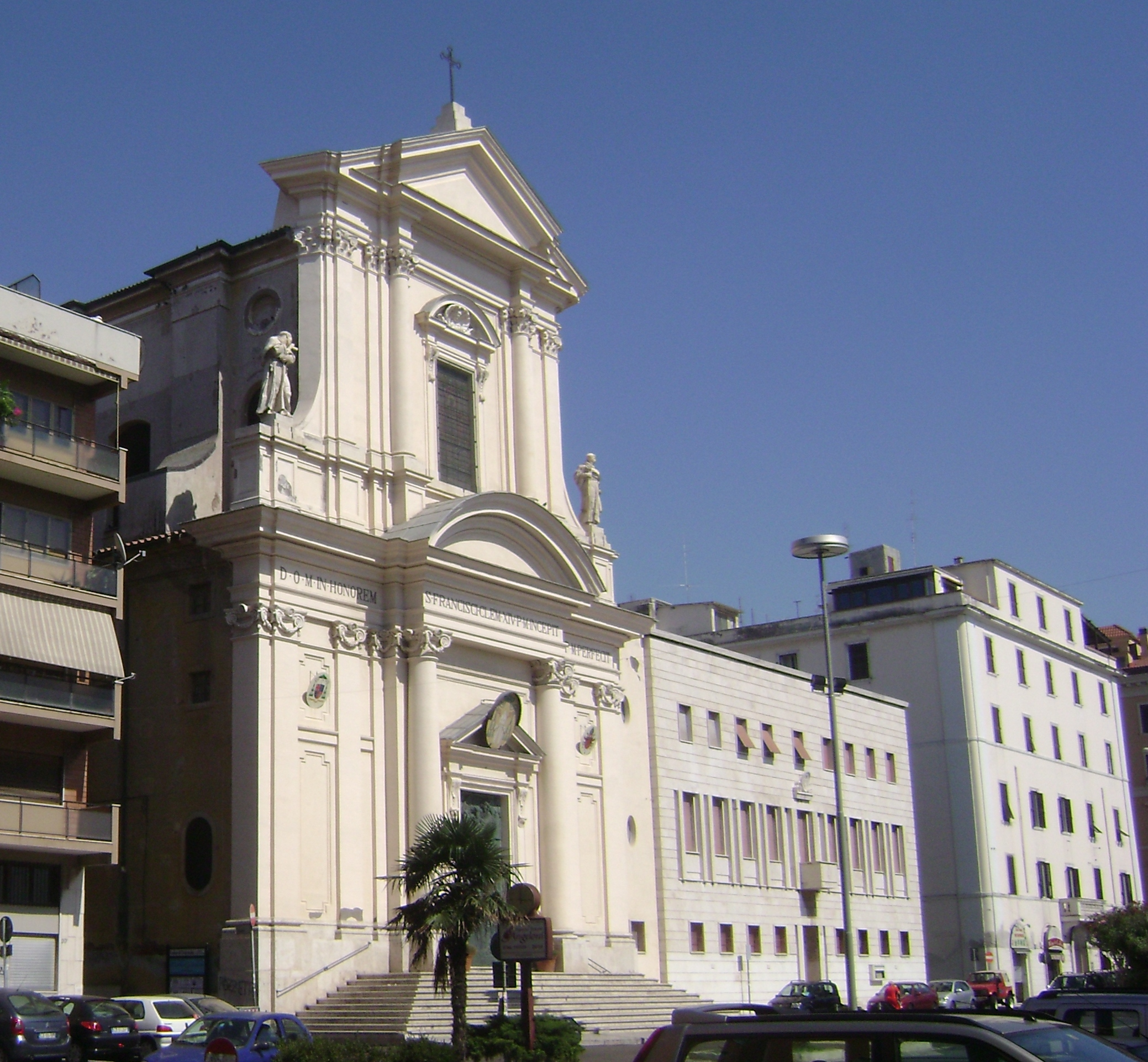
La Cattedrale di San Francesco d'Assisi.

- Cattedrale di San Francesco d'Assisi, nel centro storico della città;
- Santuario Chiesa della Stella e della Madonna delle Grazie a Piazza Leandra;
- Chiesa della Morte (dell'Orazione e Morte);
- Santuario Madonnina delle Lacrime, nella parrocchia di Sant'Agostino, presso Borgo Pantano, dove si trova la Madonnina di Civitavecchia, piccola statua mariana che dal 2 febbraio al 15 marzo 1995 avrebbe per quattordici volte stillato lacrime di sangue. La Chiesa cattolica non si è ancora espressa ufficialmente in modo diretto sulla soprannaturalità delle lacrimazioni[15];
- Santuario Santissima Concezione, originariamente chiesa di Sant'Antonio abate, dal 1856 chiesa della Santissima Concezione al Ghetto, ha assunto il nome attuale dall'8 dicembre 2019[16]. Dal 20 aprile 1854, per tre mesi, un'immagine della Madonna della Pietà, dipinta da Margherita Vannucci Piry e custodita nella chiesa, avrebbe mosso gli occhi in presenza dei fedeli, anche dinanzi al vescovo Gaetano Brinciotti e ai commissari dell'inchiesta ufficiale[17]. Quando nel 1796 in numerose località italiane ci furono fenomeni analoghi, che coinvolsero circa centoventi immagini sacre davanti a oltre seicentomila testimoni[17], a Civitavecchia furono sei le immagini mariane coinvolte, e alcuni forzati musulmani del porto e un greco di fede ortodossa, testimoni oculari, si convertirono al cattolicesimo[18];
- Chiesa dei Santi martiri giapponesi, con affreschi del pittore giapponese Luca Hasegawa;
- Chiesa di Gesù Divino Lavoratore;
- Chiesa della Sacra Famiglia;
- Chiesa del Sacro Cuore;
- Chiesa di San Felice da Cantalice, con il dipinto La Madonna porge a San Felice da Cantalice il Bambino Gesù con Santa Firmina (1728-1729) del celebre pittore settecentesco Giacomo Zoboli;
- Chiesa di San Francesco di Paola;
- Chiesa di San Giuseppe Campo Oro.

### Architetture militari

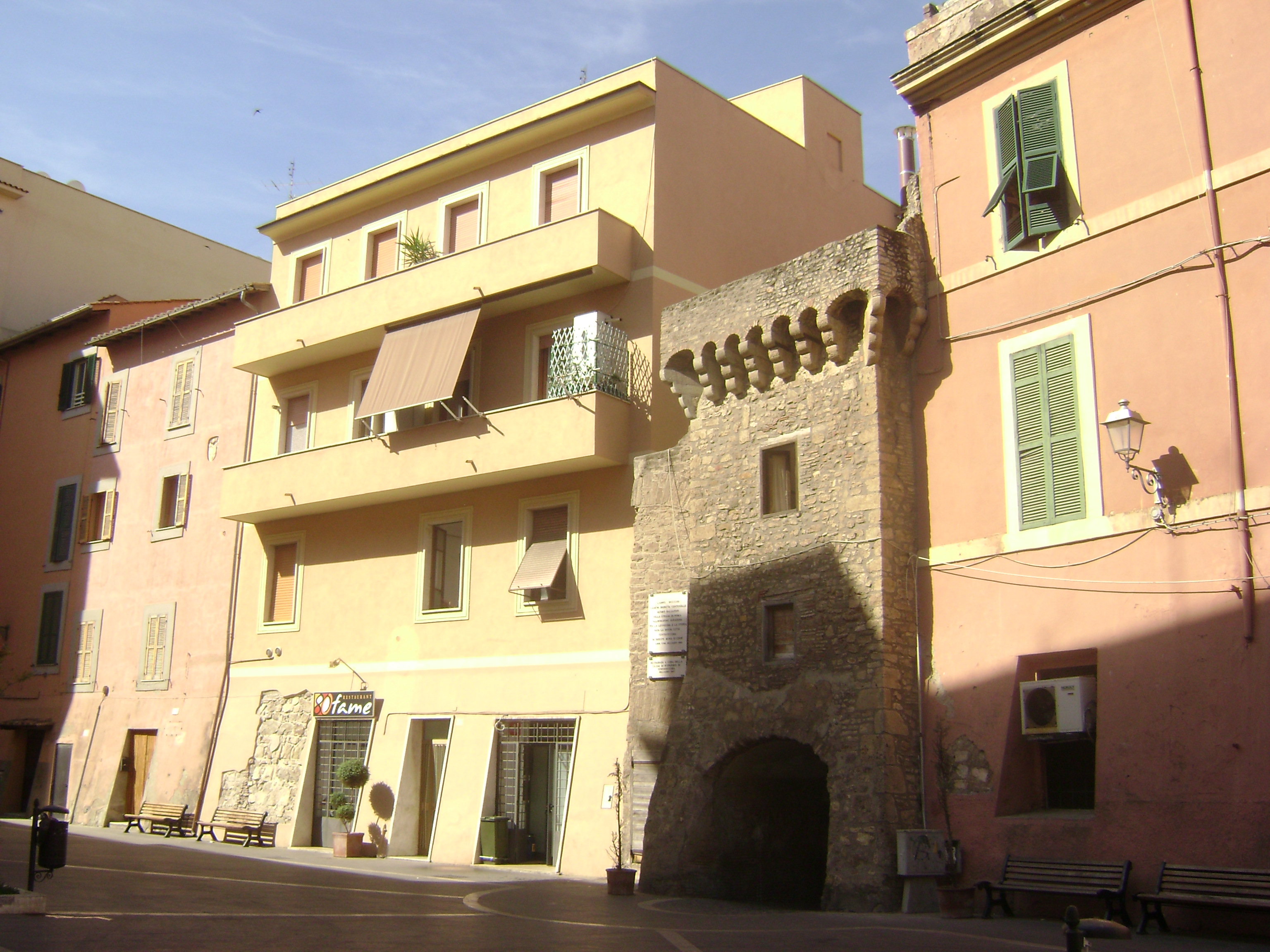
Archetto nelle mura medievali attraverso il quale si giunge a Piazza Leandra

- Mura medievali, che cingono il centro cittadino, e su cui si apre il passaggio dell’Archetto, la porta a monte dell'antica cinta risalente al IX secolo.
- Bunker della seconda guerra mondiale[19][20]

### Architetture civili
Porto storico
Il porto antico della città, nonostante le modifiche apportate nel corso dei secoli e i bombardamenti del 1943, rappresenta un'importante opera architettonica, come testimoniano alcune opere in esso contenute:
- l'Antemurale;
- il Forte Michelangelo;
- la Rocca;
- la Fontana del Vanvitelli;
- il muraglione di Urbano VIII;
- porta Livorno;
- la torre del Lazzaretto.
- pontile del Pirgo
- arco Medioevale
- la torre del Marangone

Cimitero monumentale
Detto anche cimitero vecchio, è uno dei due attuali cimiteri della città, situato su via Aurelia nord.

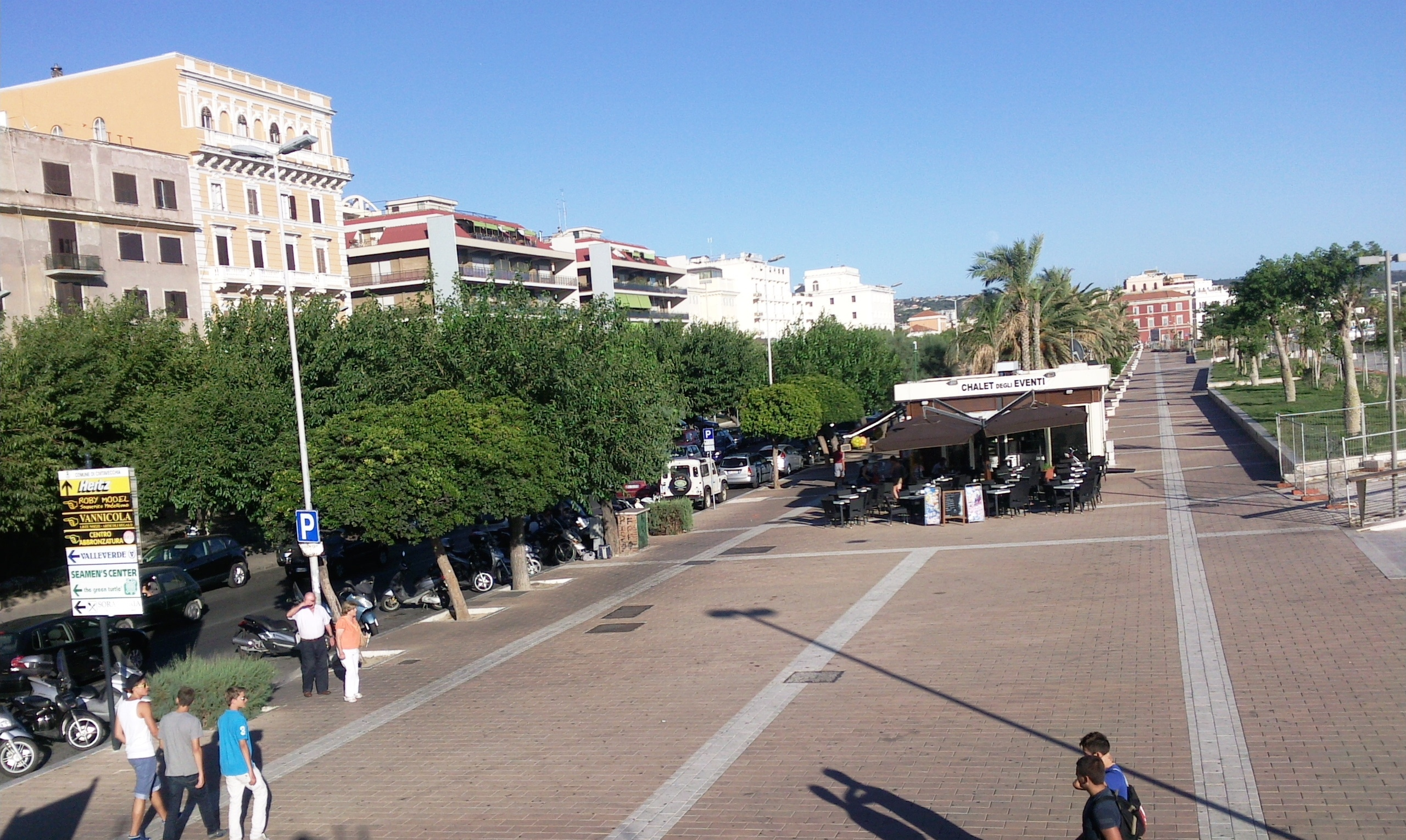
Tratto centrale del Viale.

Lungomare

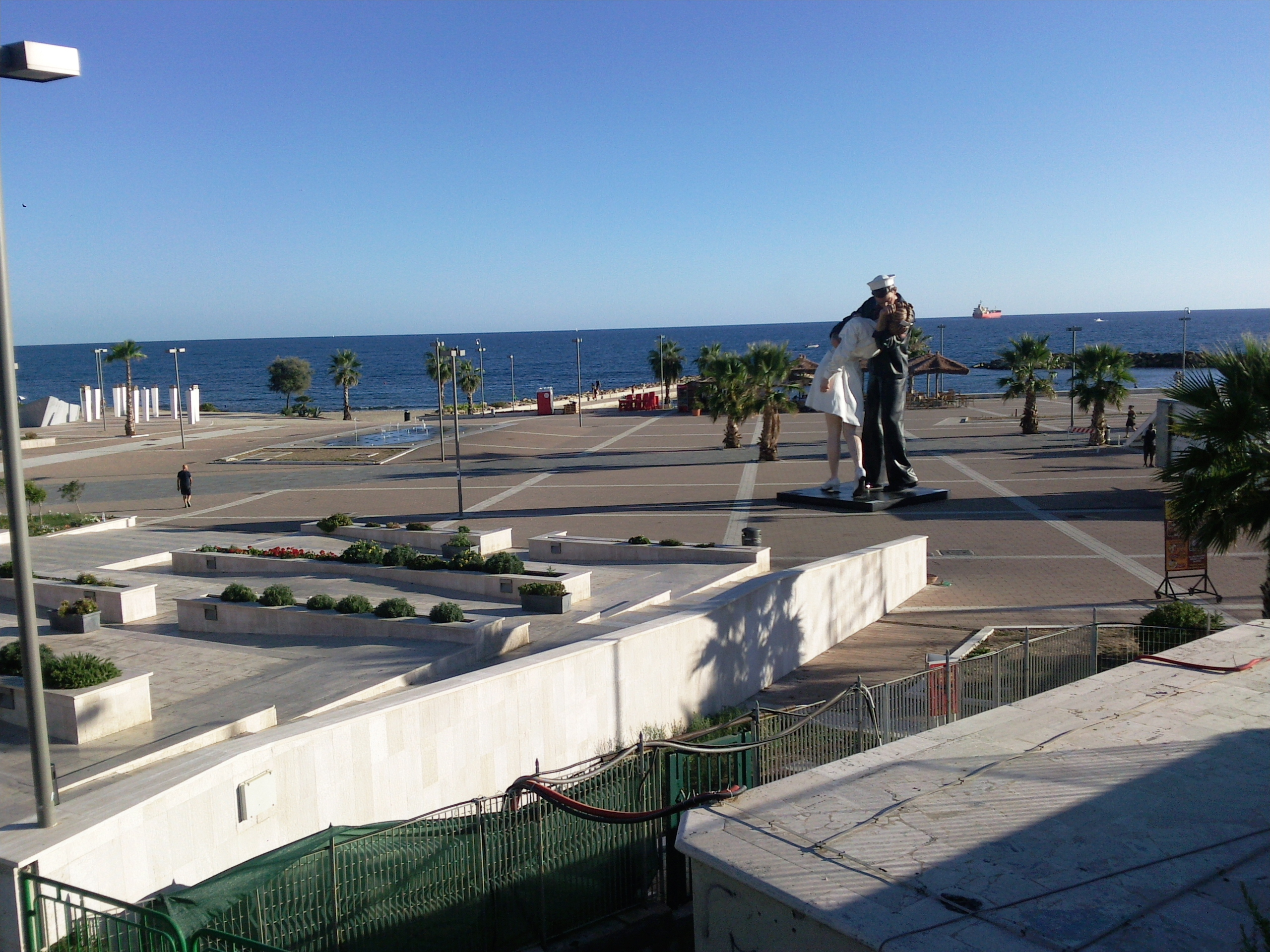
Parte della Marina.

Il lungomare storico è rappresentato dal tratto centrale di Viale Garibaldi, dove sorgono alberghi, ristoranti e numerosi bar. Un altro tratto molto frequentato, soprattutto nella stagione estiva, è il tratto del Pirgo, posto verso sud. Negli ultimi anni il lungomare è stato interessato da lavori di riqualificazione che hanno ampliato la zona pedonale a disposizione, facendo nascere la zona detta La Marina.

### Siti archeologici
Terme Taurine

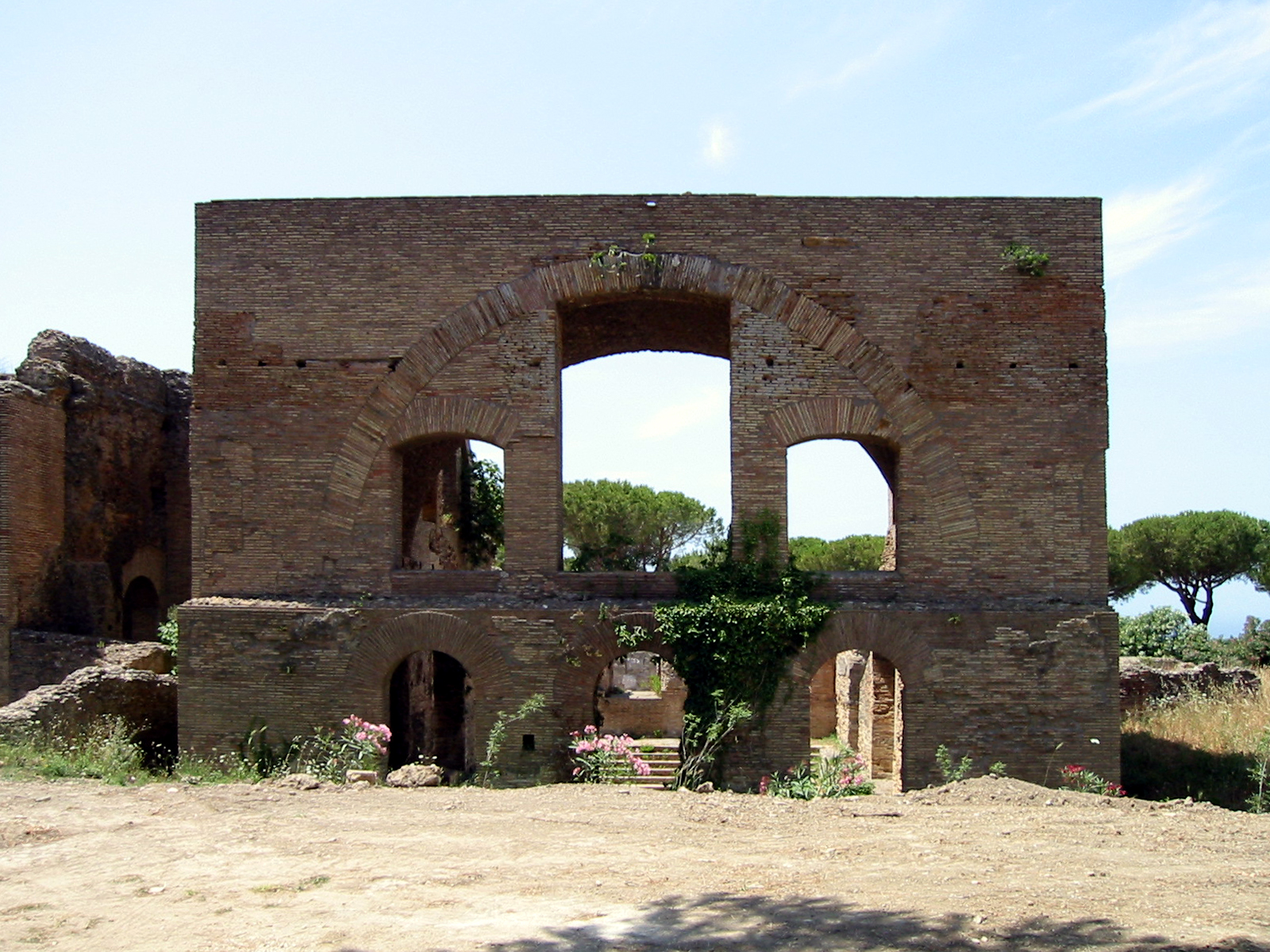
Il Caldarium delle Terme Taurine.

L'antico complesso di edifici termali di Civitavecchia, grazie anche all'ottimo stato di conservazione, si pone tra i più interessanti in tutto il territorio etrusco.
La Mattonara ,
sito preistorico, protostorico e dell'età del ferro
Necropoli Etrusca
del periodo etrusco arcaico del Vi -VII secolo Ac
Villa Romana
del I secolo AC - I secolo Dc
Buca di Nerone
Villa Pulcherrima
Necropoli Etrusca della Scaglia
Torre Valdalga
Antica Rocca di Civitavecchia

### Aree naturali
Terme della Ficoncella o Bagni della Ficoncella
Terme molto apprezzate dai civitavecchiesi e dai romani, prendono il nome di Ficoncella, l'albero di fico situato tra le vasche.
Le Terme hanno conservato la loro antica struttura, fatta di vasche in pietra all'aperto da cui si può ammirare il panorama delle vallate sottostanti e del mare da una parte, dei Monti della Tolfa dall'altro. Le acque della Ficoncella sono acque solfato-calciche che superano i 40º, utili per trovare sollievo a artropatie, dermatiti e allergie.

### Altro
Nella stessa zona è presente il parco acquatico Aquafelix, il più grande del centro Italia, che durante l'estate attira numerose persone dai comuni limitrofi.

## Società

### Evoluzione demografica
Abitanti censiti

### Etnie e minoranze straniere
Al 31 dicembre 2023 vivevano nel comune 3 064 stranieri, pari al 5,89% della popolazione, percentuale inferiore alla media regionale e nazionale.

### Tradizioni e folclore
- Rilevanti la Processione del Cristo Morto, che rievoca la Passione e Morte di Gesù Cristo, nel giorno del venerdì Santo e le cosiddette "Pastorelle" del 23 dicembre. Queste ultime sono un rito tradizionale che si ripete nell'antivigilia di Natale a partire dal dopoguerra: gruppi musicali girano per la città cantando tipiche canzoni natalizie; la tradizione musicale più antica e attestata in città.

## Cultura

### Istruzione

#### Scuole
Civitavecchia è sede di varie scuole elementari e medie, e di un numero rilevante di complessi scolastici per le scuole superiori che al loro interno contengono, a volte, scuole differenti.

Tra gli indirizzi presenti si trova: istituto professionale Alberghiero; i licei: Artistico, Scienze umane, Scienze umane opzione Economico Sociale, Scienze umane indirizzo Socio-sanitario, Classico, Classico delle comunicazioni, Linguistico, Musicale, Scientifico, Scientifico Scienze Applicate, Scientifico ad indirizzo Sportivo, Musicale; gli istituti tecnici per: Geometri, Ragionieri, Turistico, Tecnico Industriale settore Meccanica, Elettronica ed Elettrotecnica e Informatica, Nautico, Chimica e Biotecnologie, Industria e Artigianato settore Moda.
Civitavecchia è una delle sedi del concorso scolastico internazionale Olimpiadi della Cultura del Talento.

#### Università
A Civitavecchia l'università La Sapienza e l'università della Tuscia offrono alcuni corsi di laurea.
Biblioteca
Biblioteca comunale

#### Musei

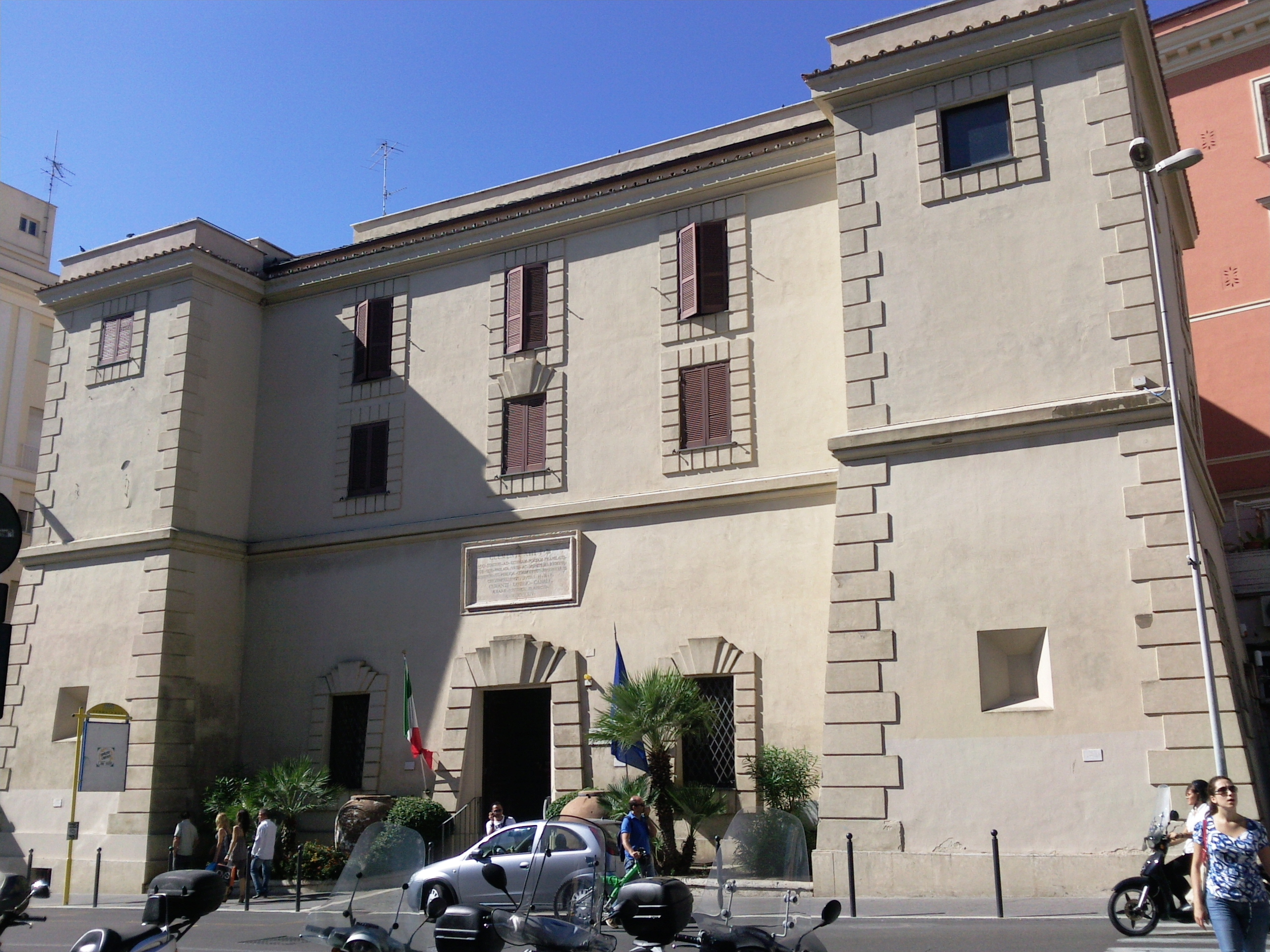
Il Museo Archeologico Nazionale

- Il Museo archeologico nazionale (MANC) è ospitato nel settecentesco palazzo di Clemente XIII (già sede della guarnigione pontificia), custodisce una serie di reperti archeologici provenienti dall'antica Centumcellae e dall'intero comprensorio. Il museo, sito in Piazza Cavour 1, è articolato su tre livelli. L'entrata è gratuita.
- Museo diocesano
- Museo del Forte di Michelangelo[26]
- Museo del mare[27]

### Media

#### Stampa
Oggi a Civitavecchia è presente la redazione di un solo quotidiano, che è il giornale della città:  La provincia di Civitavecchia. Degli altri due storici quotidiani che avevano una redazione in città, Il Messaggero e Il Tempo, solo il primo mantiene una edizione locale con la cronaca di Civitavecchia. Sono presenti diverse testate telematiche dalla prima,  Civonline.it, fondata nel 1999, a  TRCgiornale.it,  Centumcellae.it, e  BIGnotizie.it.

#### Televisione
A Civitavecchia hanno sede due emittenti televisive, una locale Telecivitavecchia, nata nel 1979 da una costola di Radio Civitavecchia e visibile in tutta la città. L'altra Mecenate TV nata il 23 gennaio 2016 che trasmette sul canale 815, in tutto il Lazio, per 10 ore di diretta al giorno, poi nel 2018 assunta dalla stessa TRC.
Serie televisive girate a Civitavecchia
Elenco delle principali serie televisive girate in toto o in parte a Civitavecchia:
- Le avventure di Pinocchio (miniserie televisiva), 1972
- Milano Palermo - Il ritorno, 2007
- Squadra antimafia - Palermo oggi, (dal 2008 al 2013)
- Amore e Vendetta, 2010
- R.I.S. - Delitti imperfetti, 2010 e 2012
- Romanzo Criminale 2, 2010
- Come un delfino, 2011
- Rosso San Valentino, 2013
- Le due leggi, 2014
- Non dirlo al mio capo 2, Giulio Manfredonia, Riccardo Donna, 2018
- Vite in fuga, 2020
- Un professore, 2021
- La sposa, 2022
- Bang bang baby, 2022

#### Radio
A Civitavecchia hanno sede le emittenti radiofoniche locali  Radio Stella Città, su radiowww.it (archiviato dall'url originale il 2 maggio 2009), fondata nel 1976,  Idea Radio, Radio Blue Point e  Radio Civitavecchia, su radiocivitavecchia.org (archiviato dall'url originale il 25 giugno 2009).

### Teatro

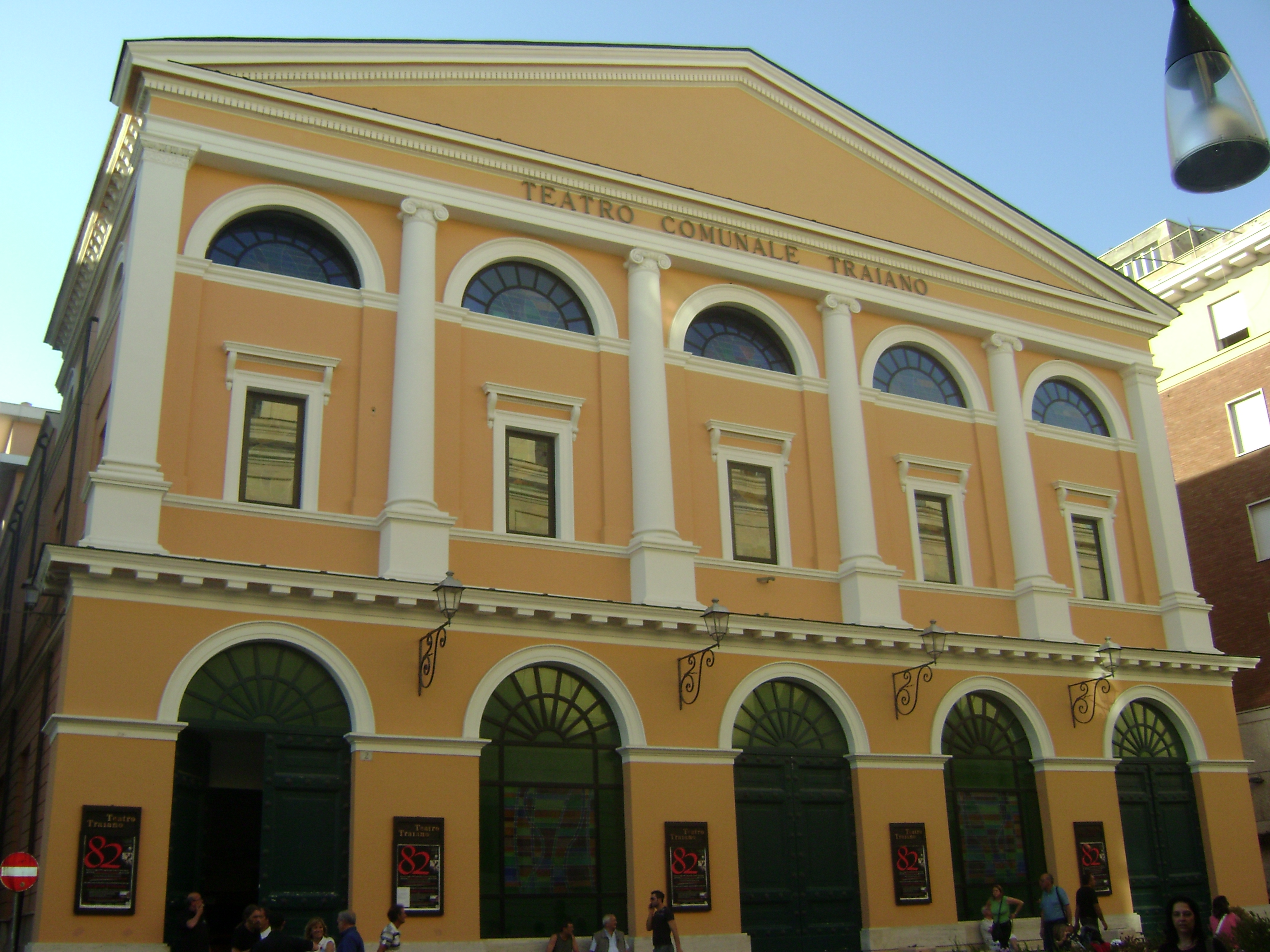
Facciata del teatro Traiano.

- Teatri:
  - Teatro Traiano
  - Teatro "Nuovo Sala Gassman"
  - Teatro Buonarroti

### Cinema
Film girati a Civitavecchia
Elenco dei principali film girati in toto o in parte a Civitavecchia:
- 1860, Alessandro Blasetti, 1934
- La peccatrice, Amleto Palermi, 1940
- Noi cannibali, Antonio Leonviola, 1953
- Marisa la civetta, Mauro Bolognini, 1957
- Il sorpasso, Dino Risi, 1962
- Il secondo tragico Fantozzi, Luciano Salce, 1976
- I gabbiani volano basso, Giorgio Cristallini 1977
- Fantozzi contro tutti, Neri Parenti, 1980
- Che ora è, Ettore Scola, 1989
- Ricky & Barabba, Christian De Sica, 1992
- Il fiore del male, 2003
- L'aria salata, Alessandro Angelini, 2006
- Natale col Boss, Volfango de Biasi, 2015
- Il permesso - 48 ore fuori, Claudio Amendola, 2017
- Beata ignoranza, Massimiliano Bruno, 2017
- Smetto quando voglio - Masterclass, 2017
- Loro, Paolo Sorrentino, 2018

### Musica
Cittadella della musica
La Cittadella della Musica è un complesso multifunzionale realizzato per ospitare eventi musicali e culturali di varie tipologie; è stato inaugurato il 19 dicembre 2009 alla presenza del Maestro Ennio Morricone a cui è stata dedicata la sala più grande del complesso.

La struttura è stata ricavata recuperando l'edificio storico della ex Infermeria Presidiaria situato in pieno centro cittadino.

### Eventi
Durante l'arrivo dell'Epifania e nel giorno di Santa Fermina si organizzano mercatini per tutto il lungomare.
- Olimpiadi della Cultura del Talento: concorso scolastico internazionale multidisciplinare nato nel 2009 a Civitavecchia. Il concorso coinvolge mediamente circa 11.000 studenti all'anno e si articola in tre fasi: eliminatorie, semifinali e finali, Civitavecchia è attualmente sede delle semifinali della macro-area Centro Italia.[24]
- International Tour Film Festival - Festival internazionale del cinema di Civitavecchia giunto alla sesta edizione con 1760 iscrizioni da 98 nazioni.[28]

## Geografia antropica
Il comune comprende tre frazioni: Aurelia nei pressi dell'autostrada e La Scaglia, dove sorgeva l'omonimo centro commerciale, ormai acquisito dalla multinazionale francese Leclerc, e Campo dell'Oro, quartiere alla periferia della città chiamato così perché un tempo totalmente ricoperto da distese di spighe di grano.

### Suddivisioni amministrative
Civitavecchia è suddivisa in otto rioni, riuniti in quattro circoscrizioni:
- 1ª Circoscrizione
  - Centro Storico Rosso - Blu
  - Pirgo Arancione - Verde smeraldo
- 2ª Circoscrizione
  - Cisterna Faro Bianco - Arancione
  - San Liborio Celeste - Giallo senape
- 3ª Circoscrizione
  - Campo dell'Oro Verde cinabro - Rosso magenta
  - San Gordiano Giallo limone - Rosso scarlatto
- 4ª Circoscrizione
  - Aurelia Verde prato - Giallo
  - Pantano Blu - Bianco

## Economia

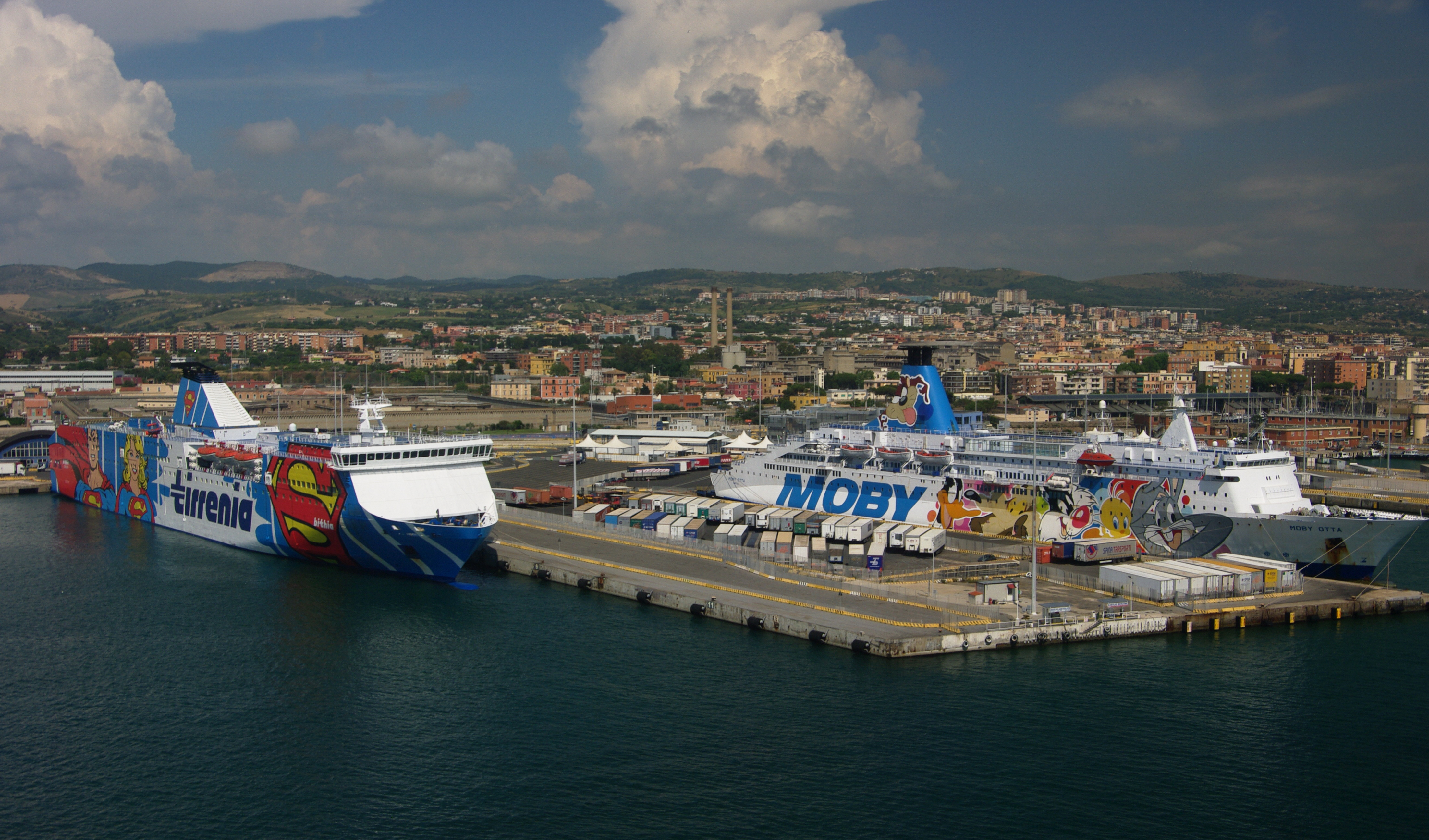
Traghetti al porto commerciale.

L'economia è basata principalmente sul porto e su una recente attività turistica di passaggio, poiché è uno scalo d'obbligo per arrivare a Roma per chi arriva tramite traghetto. Vi è anche una modesta attività peschereccia.
La città è sede di due centrali termoelettiche, una a ciclo combinato (gas metano) di proprietà di Tirreno Power e un'altra recentemente convertita per l'utilizzo del carbone come combustibile, facendo di Civitavecchia il cantiere più importante di Europa.
Per anni Civitavecchia ha fondato la propria economia in dipendenza delle grandi centrali termoelettriche ENEL (Torrevaldaliga Nord e Sud) presenti sul proprio territorio. Soltanto nell'ultimo decennio il porto, che vanta una posizione geografica strategicamente vantaggiosa per l'incremento dei traffici marittimi, ha sviluppato tutta una serie di attività, che grazie agli ingenti finanziamenti provenienti dallo Stato e dalla Regione Lazio, hanno consentito allo scalo marittimo di affermarsi a livello nazionale e internazionale. Oggi Civitavecchia è il primo Porto nazionale e il secondo in ambito europeo dopo Barcellona per traffico croceristico (1.850.000 passeggeri previsti nel 2009 pari al 21,8% dell'intero traffico nazionale - fonte Cemar). Di assoluta importanza sono le "Autostrade del Mare" che per la movimentazione delle merci rappresentano l'alternativa al trasporto su gomma generando notevoli risparmi di spesa e di energie: esempi emblematici sono rappresentati dai collegamenti Civitavecchia-Palermo e Civitavecchia-Messina, che consentono a molti autotrasportatori di evitare la problematica Salerno-Reggio Calabria. Il Porto di Civitavecchia si è inoltre affermato tra i grandi armatori di navi da crociera quale porto di accesso alla città di Roma. Moltissimi sono i turisti che scelgono le crociere nel Mediterraneo e fanno scalo a Civitavecchia per poi visitare la Città eterna. Il porto di Civitavecchia può godere altresì di un entroterra storicamente interessante: si possono visitare le città etrusche di Tarquinia e Cerveteri e Viterbo, la città dei Papi, tutte distanti pochissimi chilometri.
Il porto di Civitavecchia potrà affermarsi anche come porto commerciale se tutti i progetti attualmente in cantiere saranno realizzati: l'interporto, la darsena grandi masse, il terminal container e le fondamentali opere della linea ferroviaria Civitavecchia-Orte, l'autostrada (o il potenziamento della S.S. Aurelia) Civitavecchia-Livorno e la superstrada Civitavecchia-Orte, per la quale manca soltanto la tratta Tarquinia-Monte Romano.
Presenti anche importanti aziende come Mondo Convenienza (settore mobili per casa), Molinari e il "Centro Moda Carabetta" operante nel ramo abbigliamento.
Presenta anche Acqua Felix,il parco acquatico più grande del centro Italia.

## Infrastrutture e trasporti

### Ferrovie
La città è servita in modo rapido, efficiente e strategico dalla linea ferroviaria FL5, che collega il centro cittadino e il porto di Civitavecchia con Roma Termini, passando per le stazioni di Roma San Pietro e Roma Ostiense.
È collegata anche con capoluoghi (Grosseto, Livorno, Pisa, Massa, Carrara, La Spezia, Genova, Alessandria, Asti, Torino, Pavia, Milano, Salerno, Napoli, Latina) grazie ai treni Frecciabianca e Intercity.
Da dicembre 2020 è collegata inoltre mediante Intercity Notte con Reggio Calabria e Vibo Valentia.
Un ruolo importante nello sviluppo e nella storia di Civitavecchia fu giocato dal trasporto ferroviario: nel XX secolo il territorio comunale fu nodo della rete e grazie all'apertura del traghettamento Civitavecchia-Golfo Aranci gestite dalle Ferrovie dello Stato. Il comune era infatti servito da tre stazioni: Civitavecchia (punto di diramazione tra la Roma-Livorno, Civitavecchia-Capranica-Orte e la Civitavecchia-Civitavecchia Marittima), Civitavecchia Marittima (sulla Civitavecchia-Civitavecchia Marittima) e Aurelia (sulla Civitavecchia-Capranica-Orte). Tale ruolo si ridimensionò a seguito della dismissione del traghettamento Civitavecchia-Golfo Aranci nel 2009 che portò di conseguenza alla chiusura della Civitavecchia-Civitavecchia Marittima (con smantellamento del tratto Scalo-Invasature e della stazione Marittima, poi recuperata nel Terzo millennio riservato ai crocieristi in visita guidata con la nuova stazione Marittima aperta nel 2005) e nel 1961, a seguito di una frana, fu chiusa la linea Civitavecchia-Capranica-Orte (con smantellamento e dismissione del tratto Civitavecchia-Capranica nel 2011).

### Strade
La città è collegata mediante le strade:
- Autostrada A12 Roma - Tarquinia
- Strada statale 675 Umbro-Laziale
- Strada statale 1 Via Aurelia

### Porti

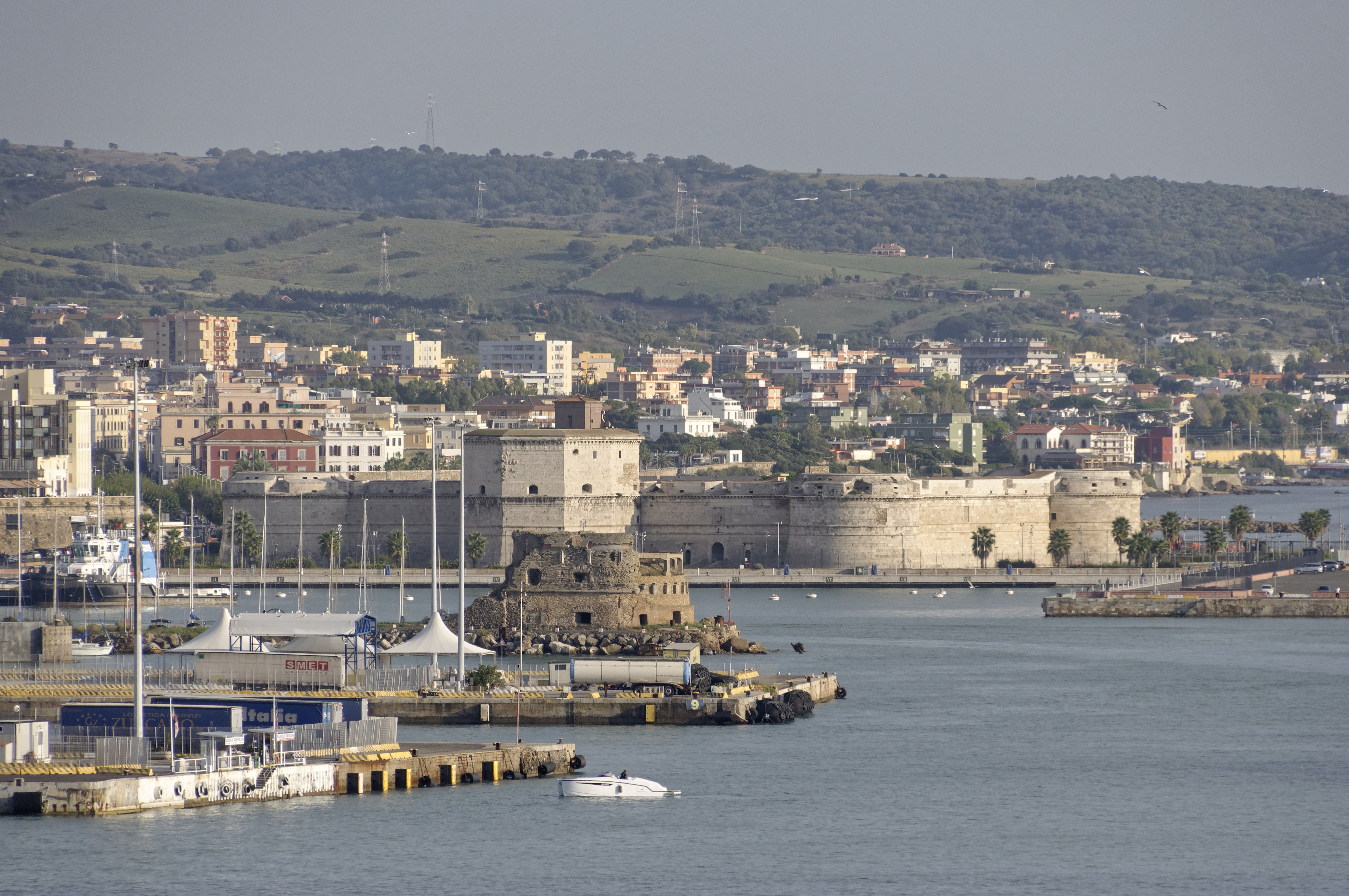
Vista del porto in ingresso con il Forte Michelangelo sullo sfondo.

- Porto di Civitavecchia

### Mobilità urbana
Civitavecchia è servita per il solo servizio extraurbano regionale (e interregionale per Siena) dalle autolinee COTRAL 
Mediante autobus, altri collegamenti extraurbani sono garantiti dalle seguenti società:
Questa lista è suscettibile di variazioni e potrebbe essere incompleta o non aggiornata.

- PRONTOBUS, con alcuni collegamenti da/per Pescara (sono ammessi esclusivamente percorsi interregionali).

I collegamenti urbani sono garantiti esclusivamente dagli autobus della società  CSP grazie a numerose linee.

## Amministrazione

Gonfalone comunale

| Periodo          | Periodo          | Primo cittadino        | Partito                            | Carica                  | Note   |
| ---------------- | ---------------- | ---------------------- | ---------------------------------- | ----------------------- | ------ |
| agosto 1944      | 1946             | Pietro Scala           | Partito Socialista Italiano        | Sindaco                 |        |
| 23 aprile 1946   | 1948             | Renato Pucci           | Partito Comunista Italiano         | Sindaco                 |        |
| 1948             | 1949             | Vincenzo Benedetti     | Partito Socialista Italiano        | Sindaco                 |        |
| 1949             | 1952             | Salvatore Tranchida    |                                    | Commissario prefettizio |        |
| 1952             | 1957             | Renato Pucci           | Partito Comunista Italiano         | Sindaco                 |        |
| ottobre 1957     | novembre 1957    | Felice Pascucci        |                                    | Commissario prefettizio |        |
| 1957             | 1960             | Luigi Calenda          |                                    | Commissario prefettizio |        |
| 1960             | 1964             | Renato Pucci           | Partito Comunista Italiano         | Sindaco                 |        |
| 1964             | 1968             | Giovanni Massarelli    | Partito Socialista Italiano        | Sindaco                 |        |
| 1968             | 1970             | Archilde Izzi          | Partito Socialista Italiano        | Sindaco                 |        |
| 1970             | 1972             | Pietro Guglielmini     | Democrazia Cristiana               | Sindaco                 |        |
| 1972             | 1976             | Mario Venanzi          | Partito Socialista Italiano        | Sindaco                 |        |
| 1976             | 1977             | Archilde Izzi          | Partito Socialista Italiano        | Sindaco                 |        |
| 1977             | 1980             | Ennio Piroli           | Partito Comunista Italiano         | Sindaco                 |        |
| 1980             | 1983             | Vincenzo Ciro Iovine   | Partito Socialista Italiano        | Sindaco                 |        |
| 1983             | 12 dicembre 1990 | Fabrizio Barbaranelli  | Partito Comunista Italiano         | Sindaco                 |        |
| 12 dicembre 1990 | 24 marzo 1992    | Carluccio Valentino    | Democrazia Cristiana               | Sindaco                 |        |
| 24 marzo 1992    | 27 maggio 1992   | Ezio Calderai          | Democrazia Cristiana               | Sindaco                 |        |
| 27 maggio 1992   | 23 maggio 1994   | Pietro De Angelis      | Partito Democratico della Sinistra | Sindaco                 | [ 32 ] |
| 23 maggio 1994   | 5 dicembre 1994  | Calogero Cosenza       |                                    | Commissario prefettizio |        |
| 5 dicembre 1994  | 31 gennaio 2001  | Pietro Tidei           | L'Ulivo                            | Sindaco                 | [ 32 ] |
| 1º febbraio 2001 | 28 maggio 2001   | Paolo Guglielman       |                                    | Commissario prefettizio |        |
| 28 maggio 2001   | 27 giugno 2005   | Alessio De Sio         | Casa delle Libertà                 | Sindaco                 | [ 32 ] |
| 27 giugno 2005   | 30 maggio 2006   | Angelo Di Caprio       |                                    | Commissario prefettizio |        |
| 30 maggio 2006   | 13 febbraio 2007 | Giuseppe Saladini      | L'Ulivo                            | Sindaco                 | [ 32 ] |
| 13 febbraio 2007 | 28 maggio 2007   | Giovanna Iurato        |                                    | Commissario prefettizio |        |
| 28 maggio 2007   | 21 maggio 2012   | Giovanni Moscherini    | Il Popolo della Libertà            | Sindaco                 |        |
| 21 maggio 2012   | 26 novembre 2013 | Pietro Tidei           | Partito Democratico                | Sindaco                 | [ 32 ] |
| 26 novembre 2013 | 9 giugno 2014    | Ferdinando Santoriello |                                    | Commissario prefettizio |        |
| 9 giugno 2014    | 9 giugno 2019    | Antonio Cozzolino      | Movimento 5 Stelle                 | Sindaco                 |        |
| 9 giugno 2019    | 24 giugno 2024   | Ernesto Tedesco        | Lega                               | Sindaco                 |        |
| 24 giugno 2024   | in carica        | Marco Piendibene       | Partito Democratico                | Sindaco                 |        |

### Gemellaggi
- Amelia
- Betlemme
- Ishinomaki
- Nantong[33]

## Sport

### Atletica leggera
- Tirreno Atletica Civitavecchia[34] ha la sede nell'Impianto comunale di atletica leggera-rugby "Moretti-Della Marta" e riveste tutte le categorie di atleti, dagli esordienti alla squadra Assoluta e Master. Nel 2019 ha vinto il Campionato regionale di cross assoluto e il titolo nazionale su pista. Nel 2020 ha bissato il titolo regionale di cross assoluto e vinto anche il titolo Master.

### Calcio
Le squadre di calcio di Civitavecchia militano nei campionati dei dilettanti del Lazio:
- Civitavecchia Calcio 1920;
- G.S. San Pio X;
- A.S.D. D.L.F. Civitavecchia Calcio;
- A.S.D. Csl Soccer 21 8.0;
- Evergreen Civitavecchia;

### Calcio a 5
- Civitavecchia Calcio 1920 (colori sociali nero e azzurro) che, nel campionato 2019-20, milita nel campionato maschile di serie C2[35] e nel campionato femminile di serie D.[36].
- Futsal Academy (colori sociali blu e rosso) che, nel campionato 2019-20, milita nel campionato maschile di serie C1.
- Evergreen Civitavecchia (colori sociali giallo blu) che, nel campionato 2019-20, milita nel campionato maschile di serie D.[37]
- Atletico Civitavecchia(colori sociali giallo blu) che milita nel campionato di serie C2

### Ciclismo
- Asd Sbroccati Enduro Bike, associazione sportiva dilettantistica fondata nel 2016, attualmente (2021) conta 30 ciclisti. Nata al fine di tutelare e promuovere la mountain bike enduro nel Lazio.

### Pallacanestro
- Cestistica Civitavecchia che, nel campionato 2019-2020, milita nel campionato maschile di Serie C Gold.[38]

### Pallanuoto
- SNC Civitavecchia che nel 2019-2020 milita nel campionato maschile di serie A2.[39]
- ASD Tirrena (Serie B) , non più attiva
- AS Centumcellae (Serie C)
- Coser, che milita in A2 femminile.
- Nautilus, che milita in A1 femminile[40]

### Hockey In Line e pattinaggio
Dal 26 marzo 2012 a Civitavecchia è attiva la Cv Skating, che oggi gestisce il pattinodromo comunale "Indra Mercuri", in memoria di un atleta scomparso tragicamente in un incidente stradale il 28 dicembre 2008. Il club organizza corsi di pattinaggio in line, pattinaggio artistico e hockey in line. La prima squadra milita in serie A (stagione 2017-18): molto florido e partecipato il settore giovanile.

### Pallamano
Civitavecchia conta su una squadra femminile e una maschile di pallamano, la Handball Flavioni.

### Pallavolo
- ASD Pallavolo Civitavecchia (ASP) nasce nel 1964 nell'oratorio salesiano Don Bosco di Civitavecchia come centro di aggregazione di un gruppo di atleti ed appassionati, accomunati dal desiderio di praticare questo Sport e di creare nuove opportunità di svago e divertimento, di gioco e benessere fisico, ma anche di impegno e miglioramento tecnico. Oggi la Pallavolo Civitavecchia è una realtà conosciuta ed apprezzata nel mondo del volley. Scuola di federale di Pallavolo nº 03 in Italia, con assegnazione del Certificato di Qualità Federale ORO, organizza tutto l'anno Corsi di Volley S3 e Minivolley per bambini/e. Vanta un ottimo settore giovanile che ha sempre ottenuto ottimi risultati nei campionati di categoria, ponendosi all'attenzione degli addetti ai lavori del volley nazionale. Obiettivo primario: la promozione della pallavolo. Parola d'ordine: Qualità e professionalità.
- ASD Pallavolo Civitavecchia (ASP) nel 2019-2020 ha militato nel Campionato maschile di Serie C con la promozione in serie B nazionale[41]
- ASD Pallavolo Civitavecchia (ASP) "Margutta Civitavecchia" che nel 2019-2020 ha militato nel Campionato Nazionale femminile di Serie B2.
- Civitavecchia Volley in campionato provinciale 1 Divisione maschile[senza fonte]
- Civitavecchia Volley milita nel campionato di serie C femminile[senza fonte]

### Orienteering
Civitavecchia conta una società sportiva:
- A.S.D. Civitavecchia Orienteering Team, società sportiva regolarmente affiliata alla Federazione Italiana Sport Orientamento (F.I.S.O.) quale disciplina associata del Comitato Olimpico Nazionale Italiano (C.O.N.I.).

### Rugby
La società principale è la Civitavecchia Rugby Centumcellæ, società dotata di impianto proprio, lo stadio "Moretti-Della Marta".
Attualmente la prima squadra milita nel campionato di serie A, dopo il ripescaggio avvenuto nel 2019.

### Tennis
Presso i campi del Tennis Club DLF (Dopolavoro Ferroviario) si è svolto per anni un torneo di tennis femminile (singolare e doppio) con tenniste dalla 100ª posizione del ranking in giù, che si teneva di solito nel mese di aprile.

Nello stesso impianto viene svolta una manifestazione internazionale di tennis in carrozzina.

## Associazioni
Associazione Archeologica Centumcellae dal 1911
Gruppo Archeologico Romano sez. Ulpia dal 2019 garnecropolilascaglia@gmail.com

## Galleria d'immagini

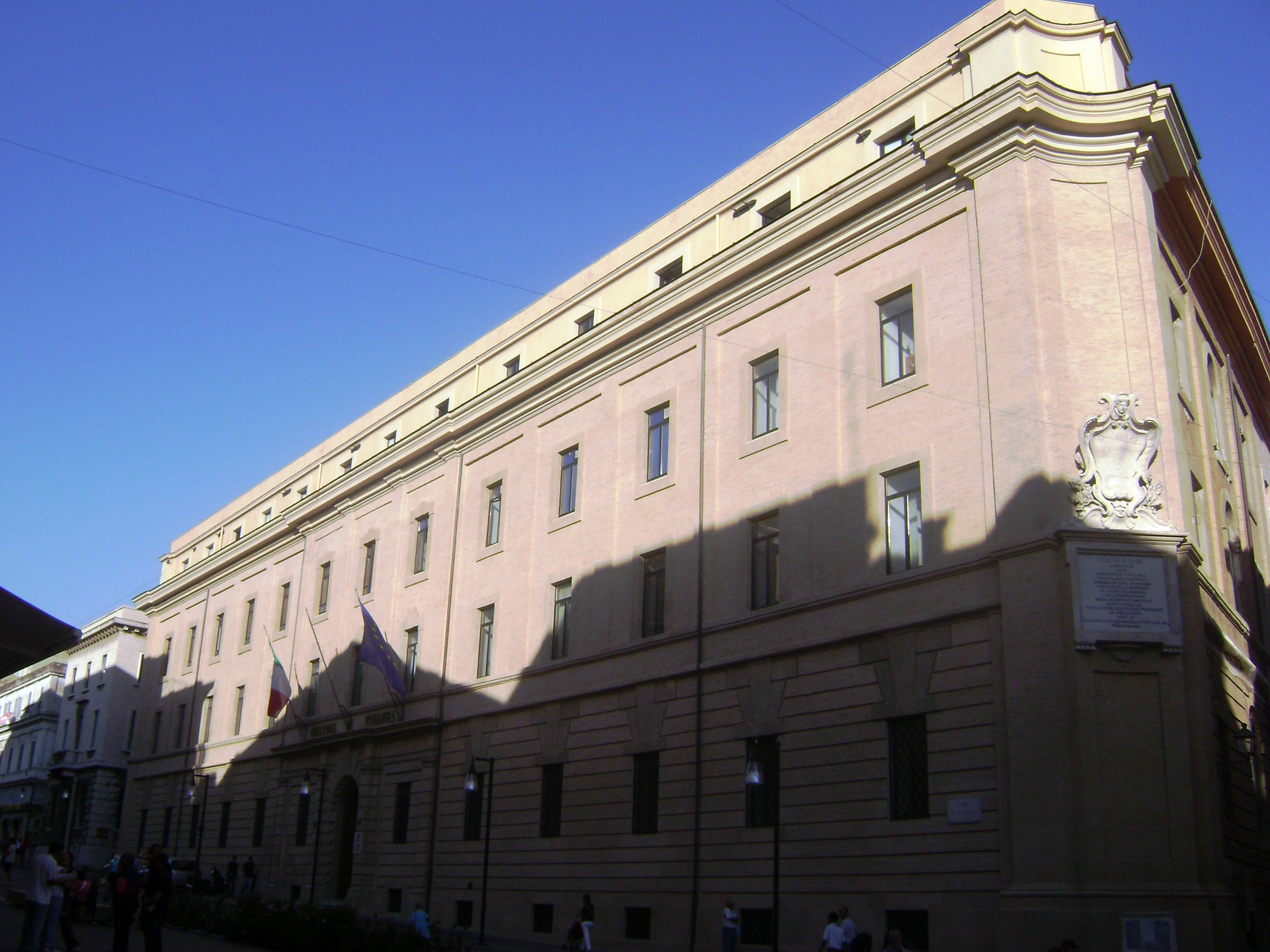
Il Settecentesco Palazzo della Finanza su Corso Centocelle.
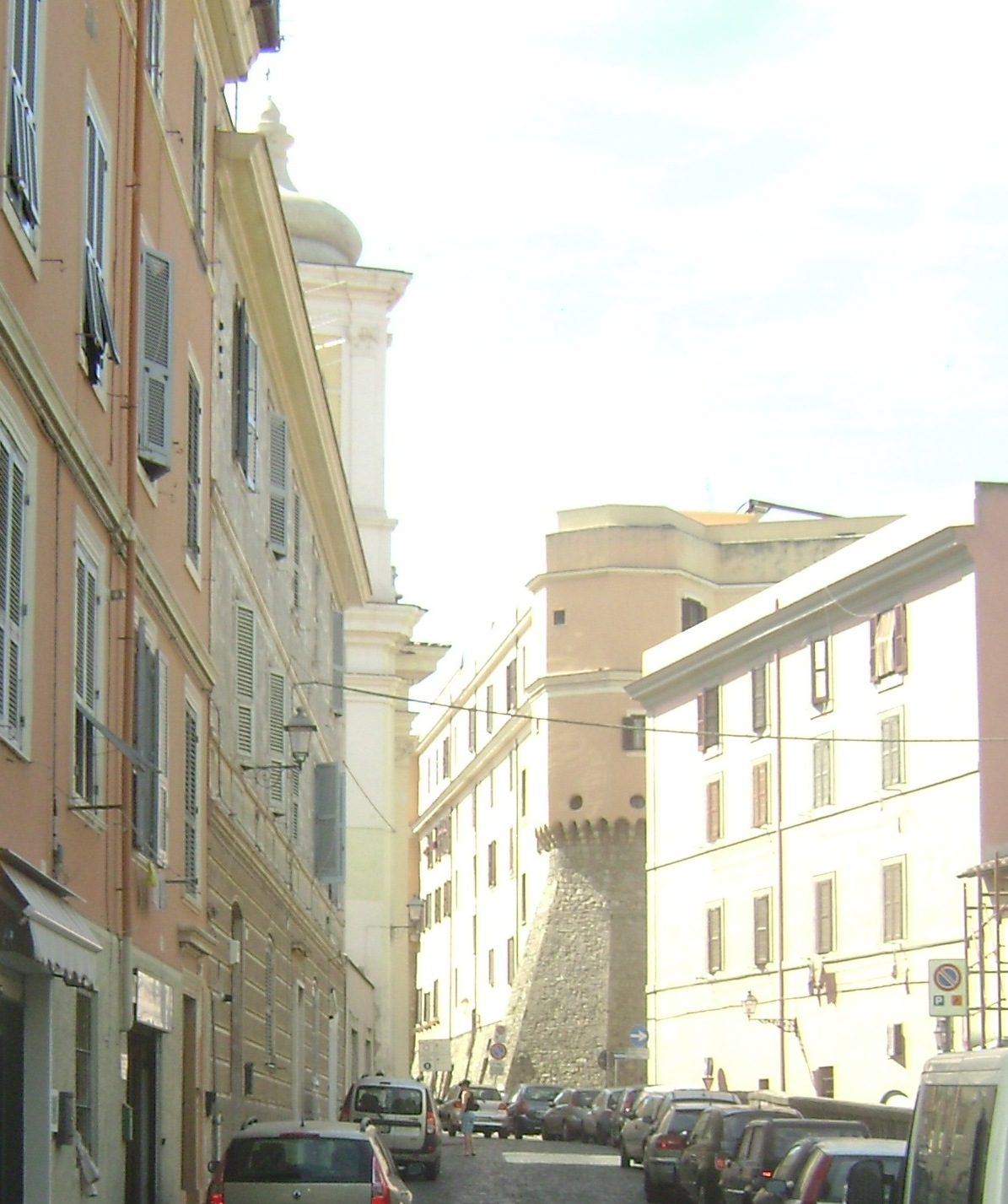
Vista del bastione medievale da Via Sangallo.
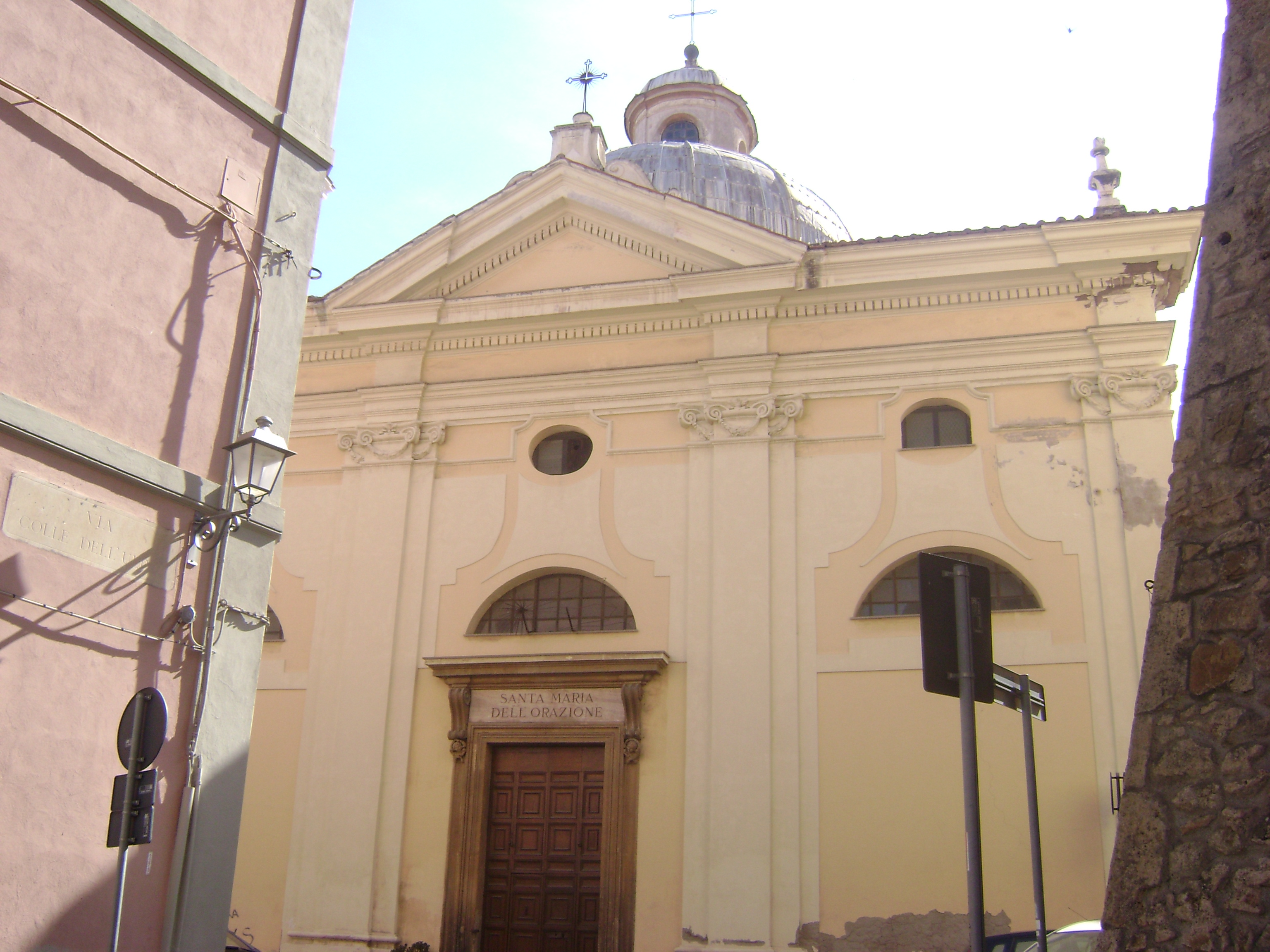
Facciata della Chiesa dell'Orazione e Morte.
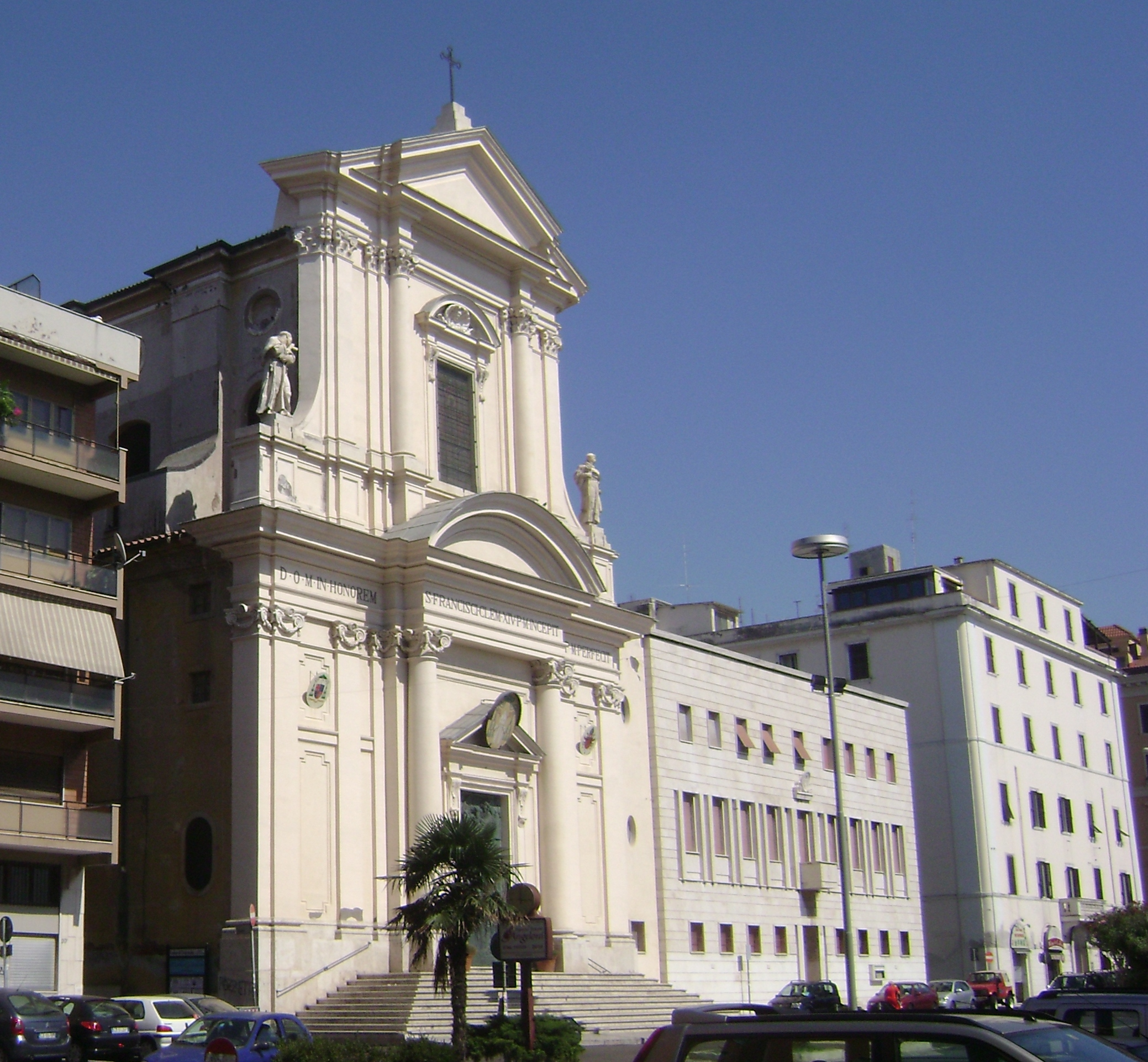
Facciata della Cattedrale di San Francesco.
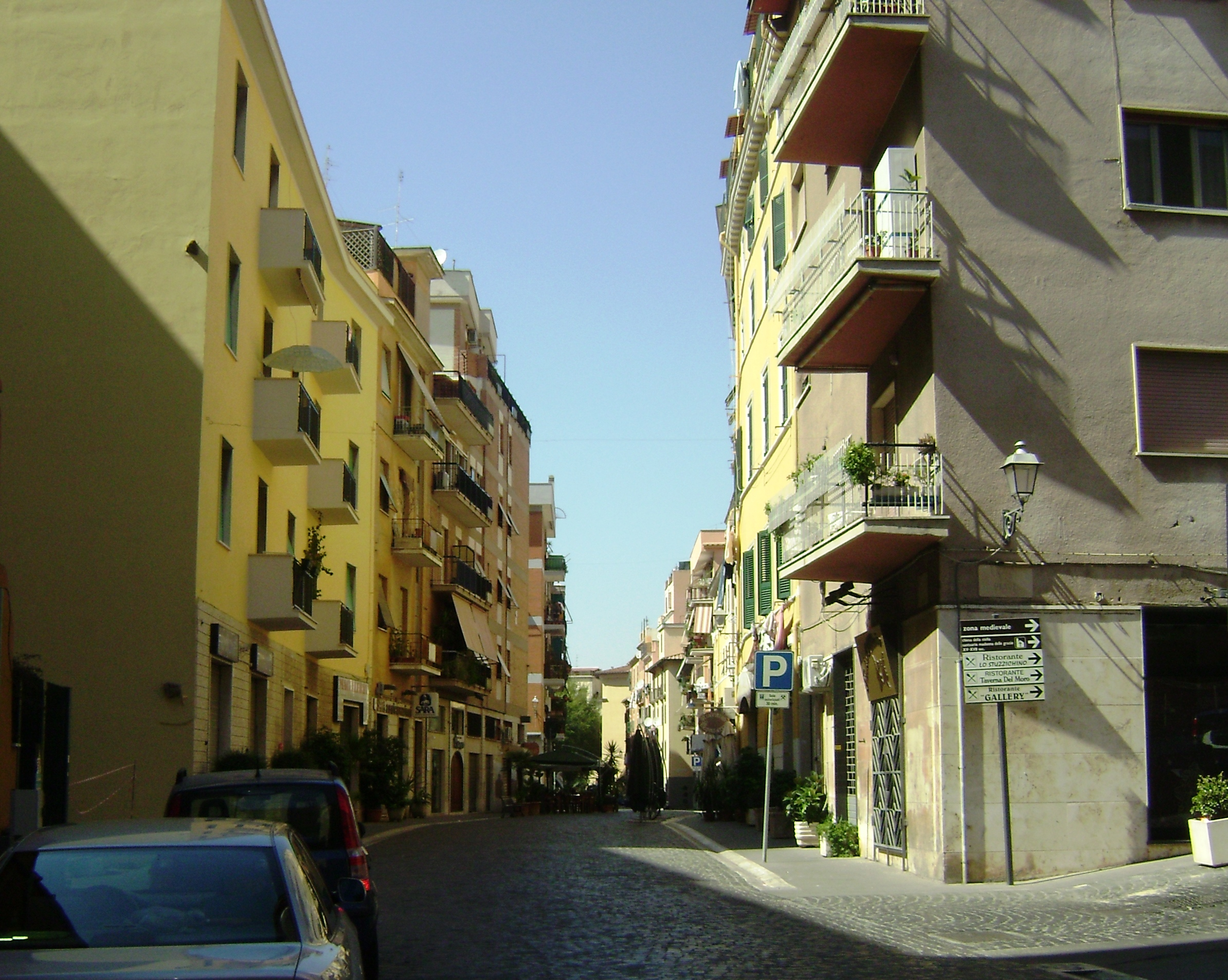
Via Trieste (già Terza Strada).
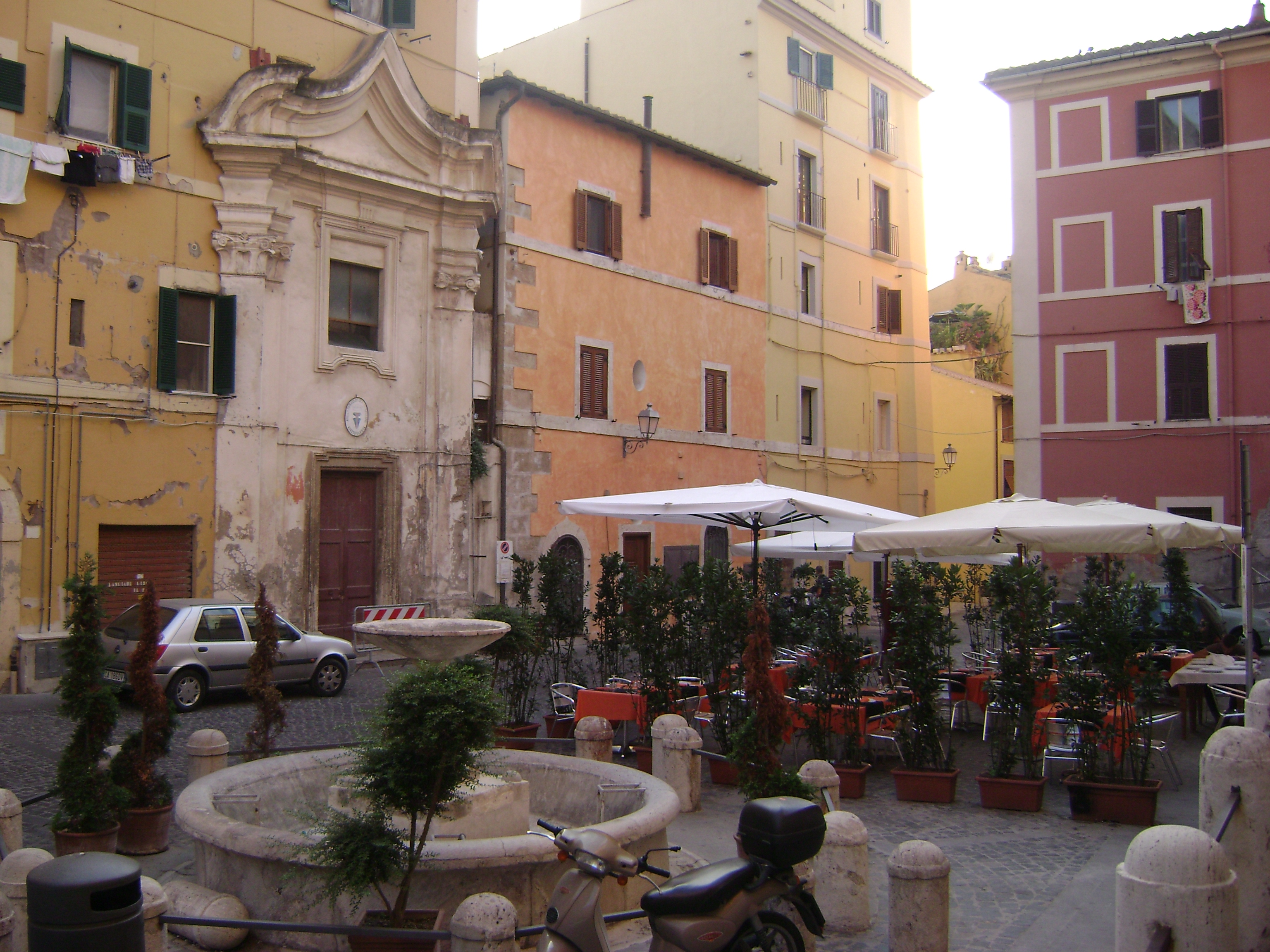
Scorcio di Piazza Leandra.
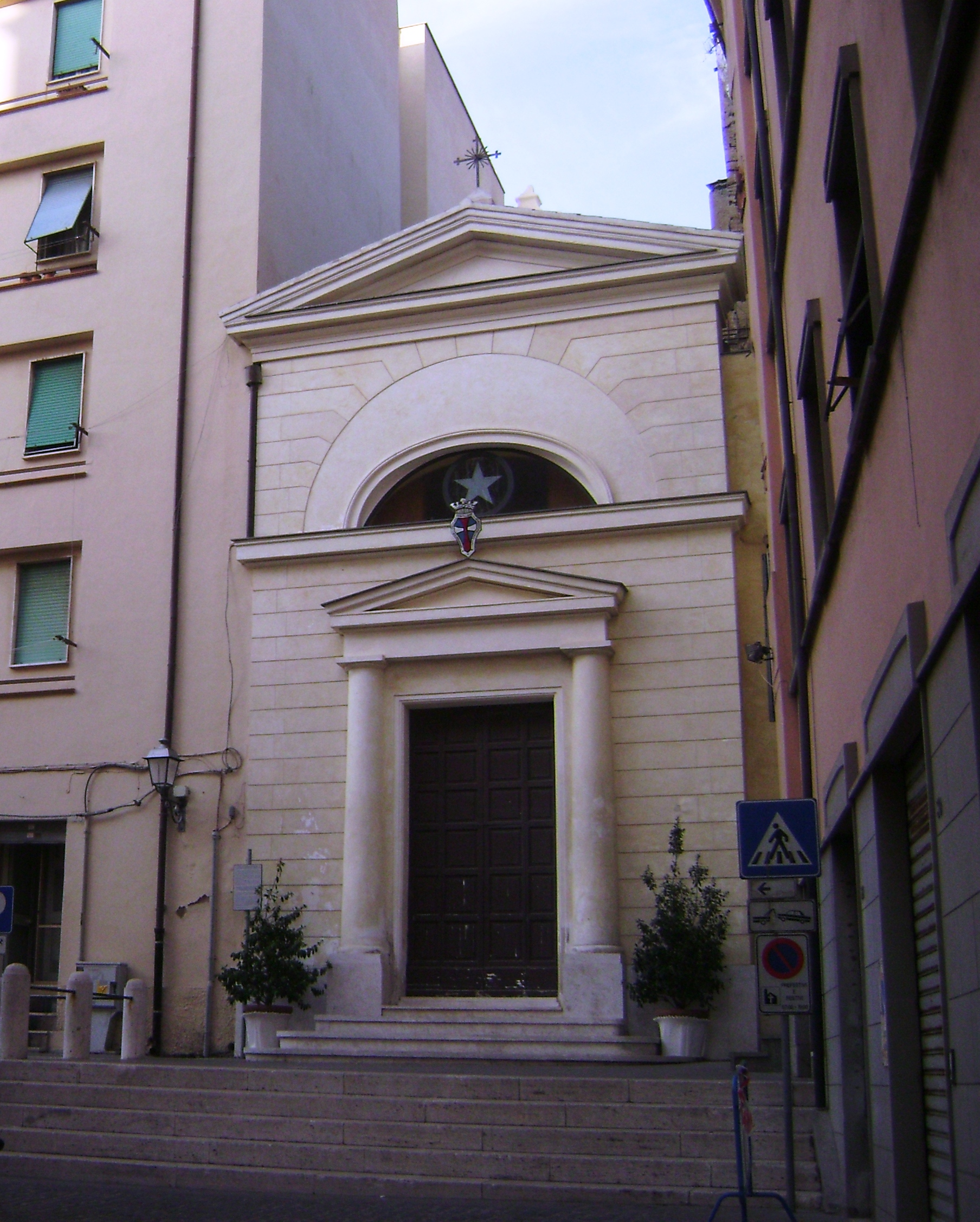
Facciata della Chiesa della Stella in Piazza Leandra.
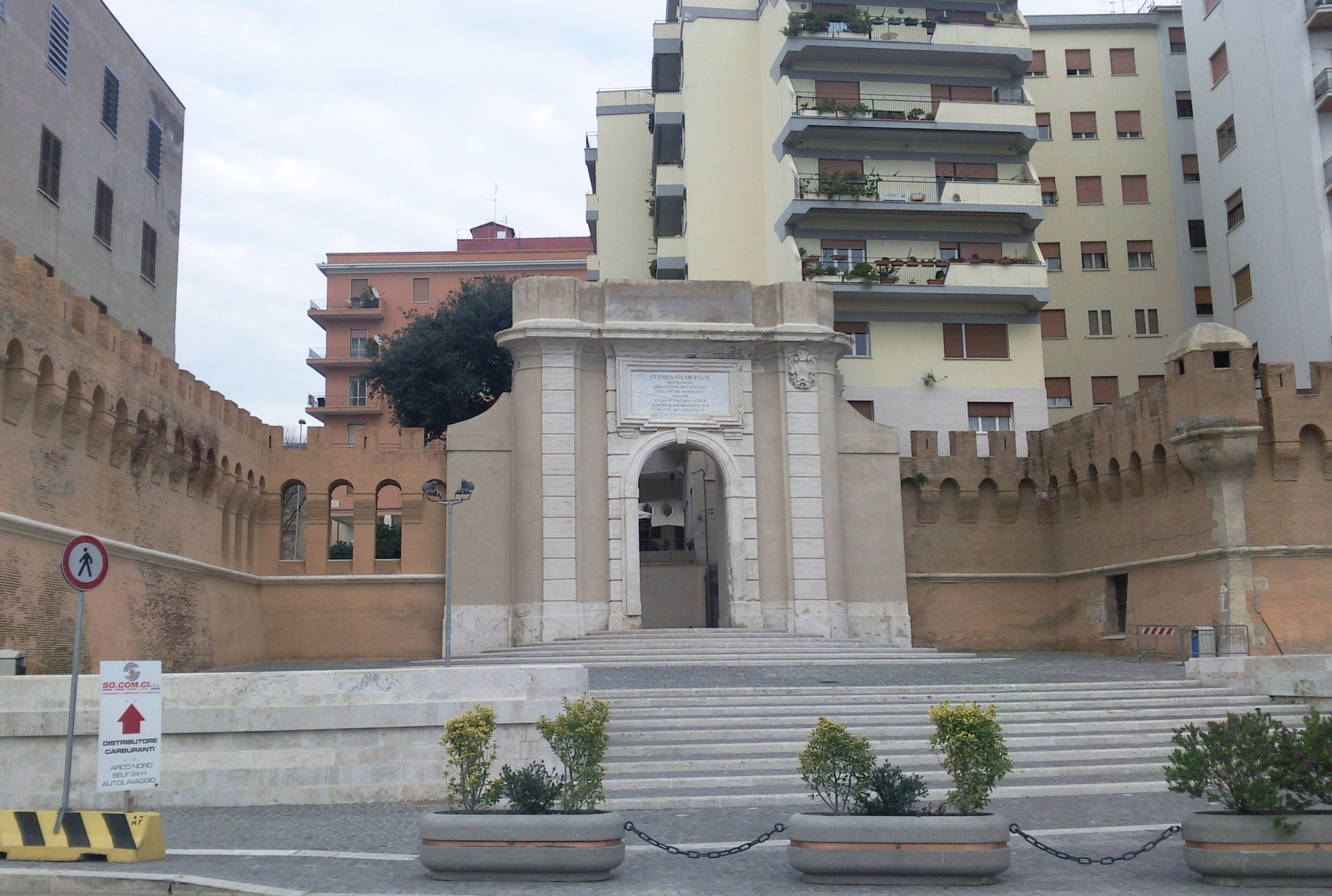
Porta Livorno nel porto storico.
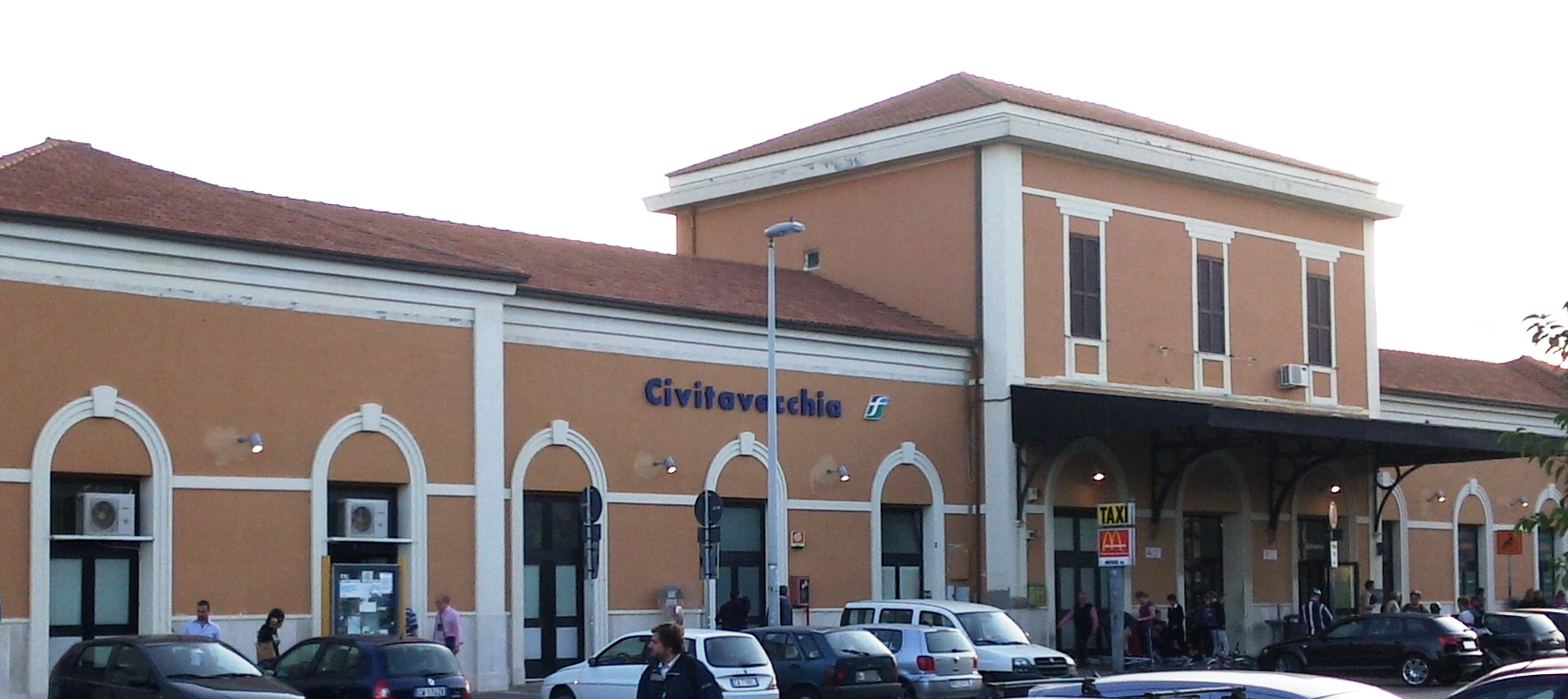
Stazione ferroviaria, ingresso principale.
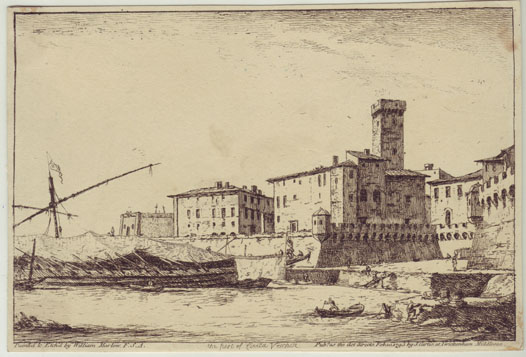
Il porto ritratto alla fine del XVIII secolo.
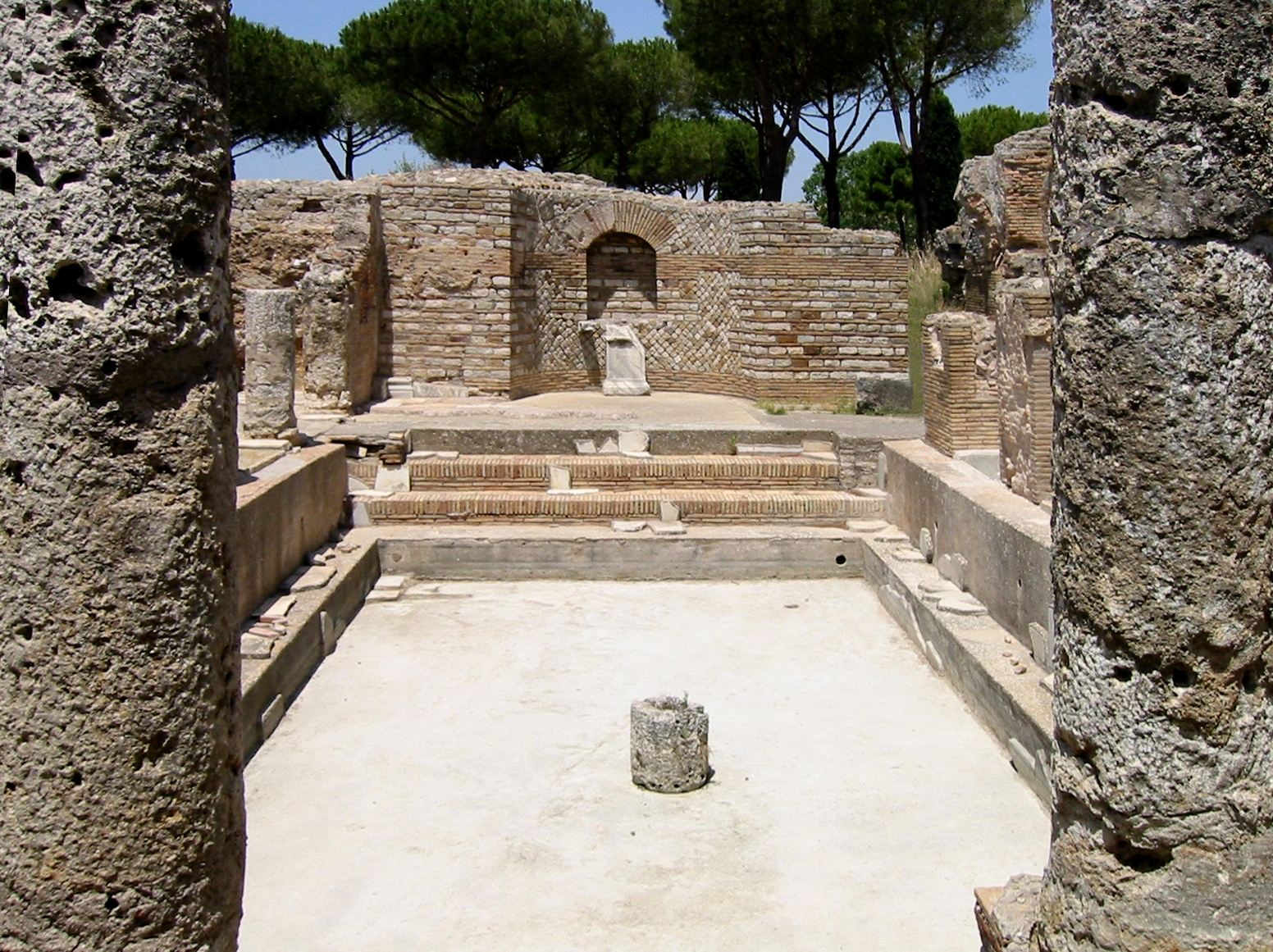
Immagine del Tepidarium alle Terme Taurine (Terme di Traiano).
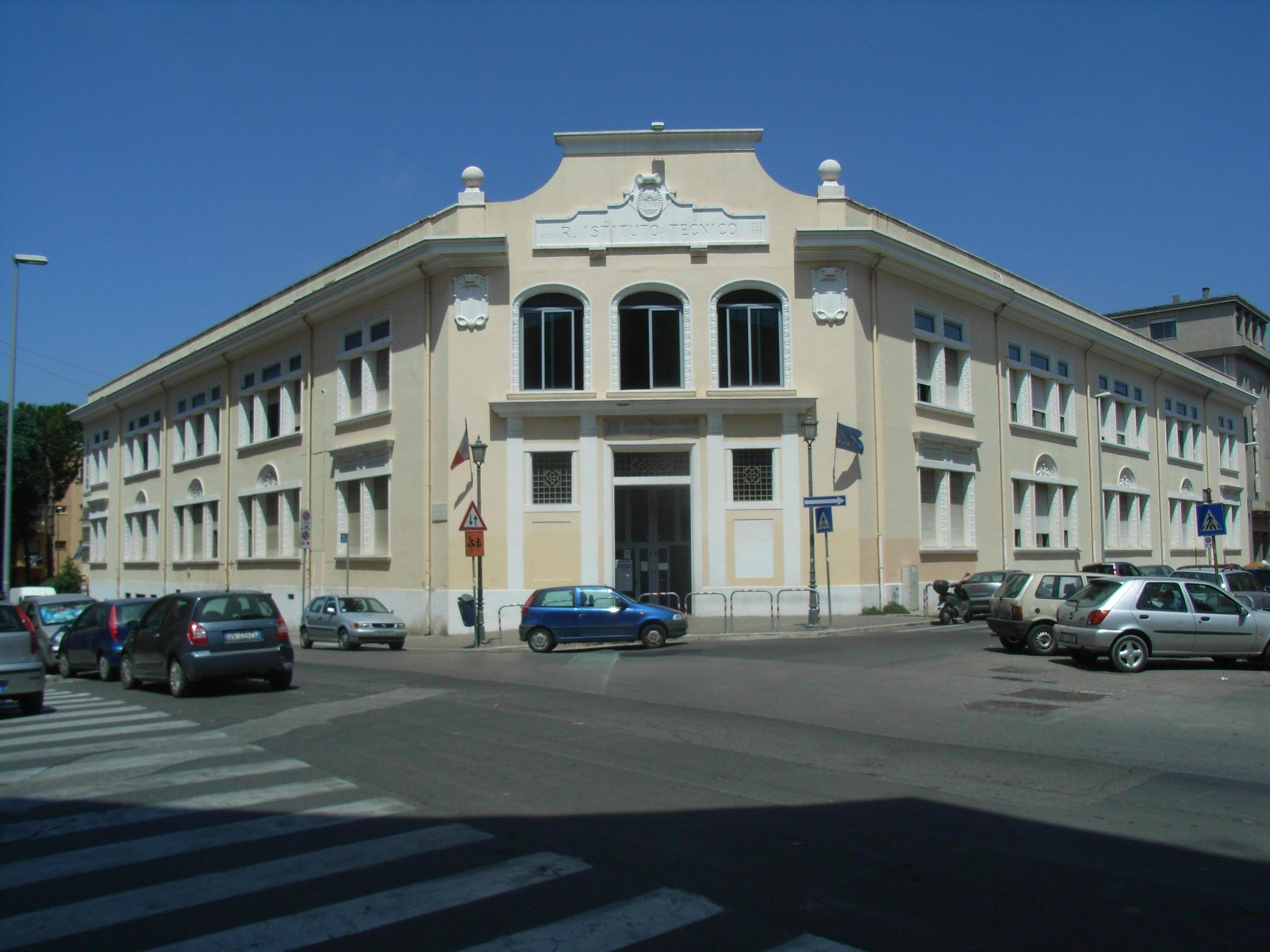
Facciata esterna della Scuola Media Manzi (secondaria di I grado).
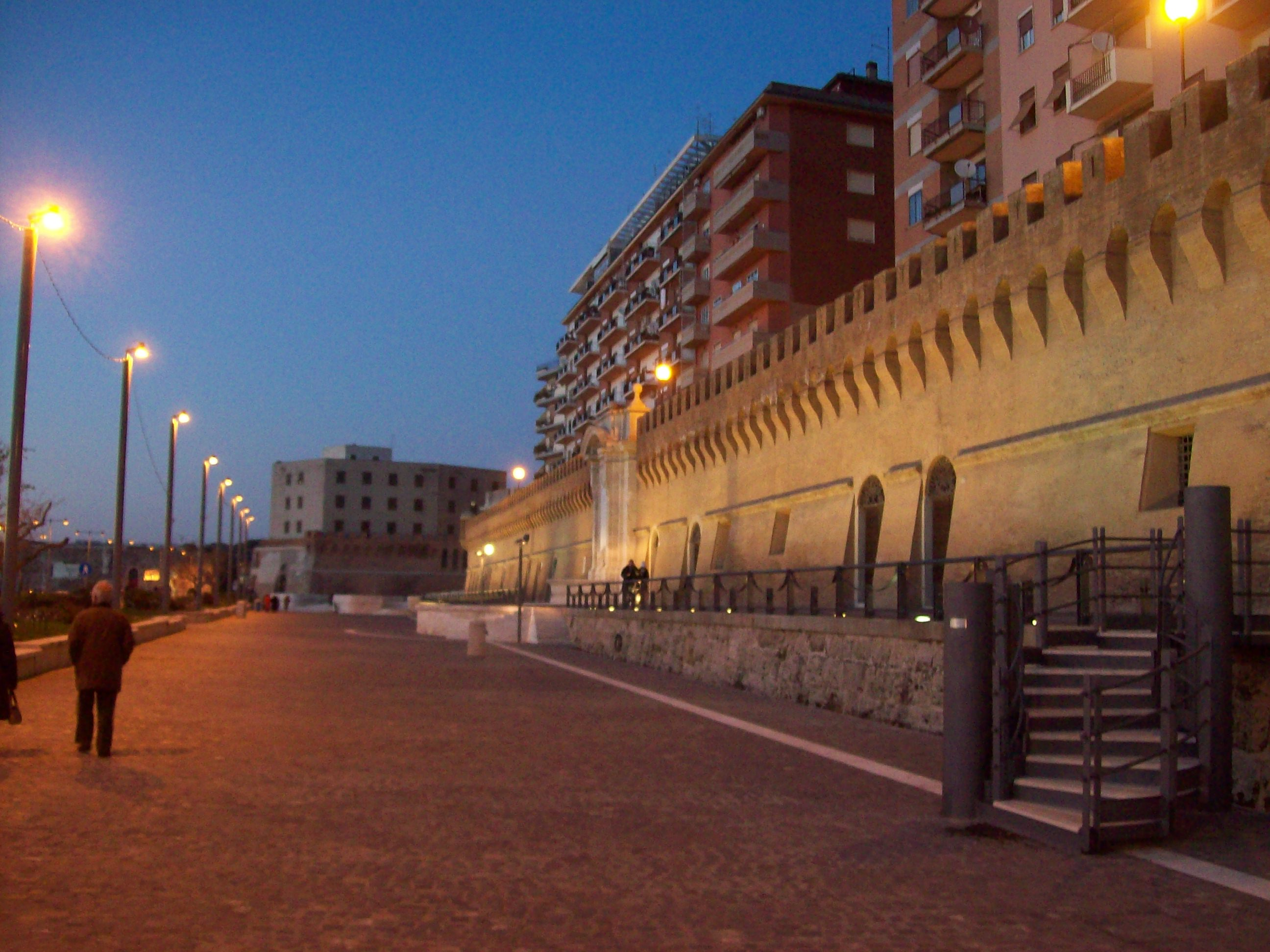
Il Porto di Civitavecchia.
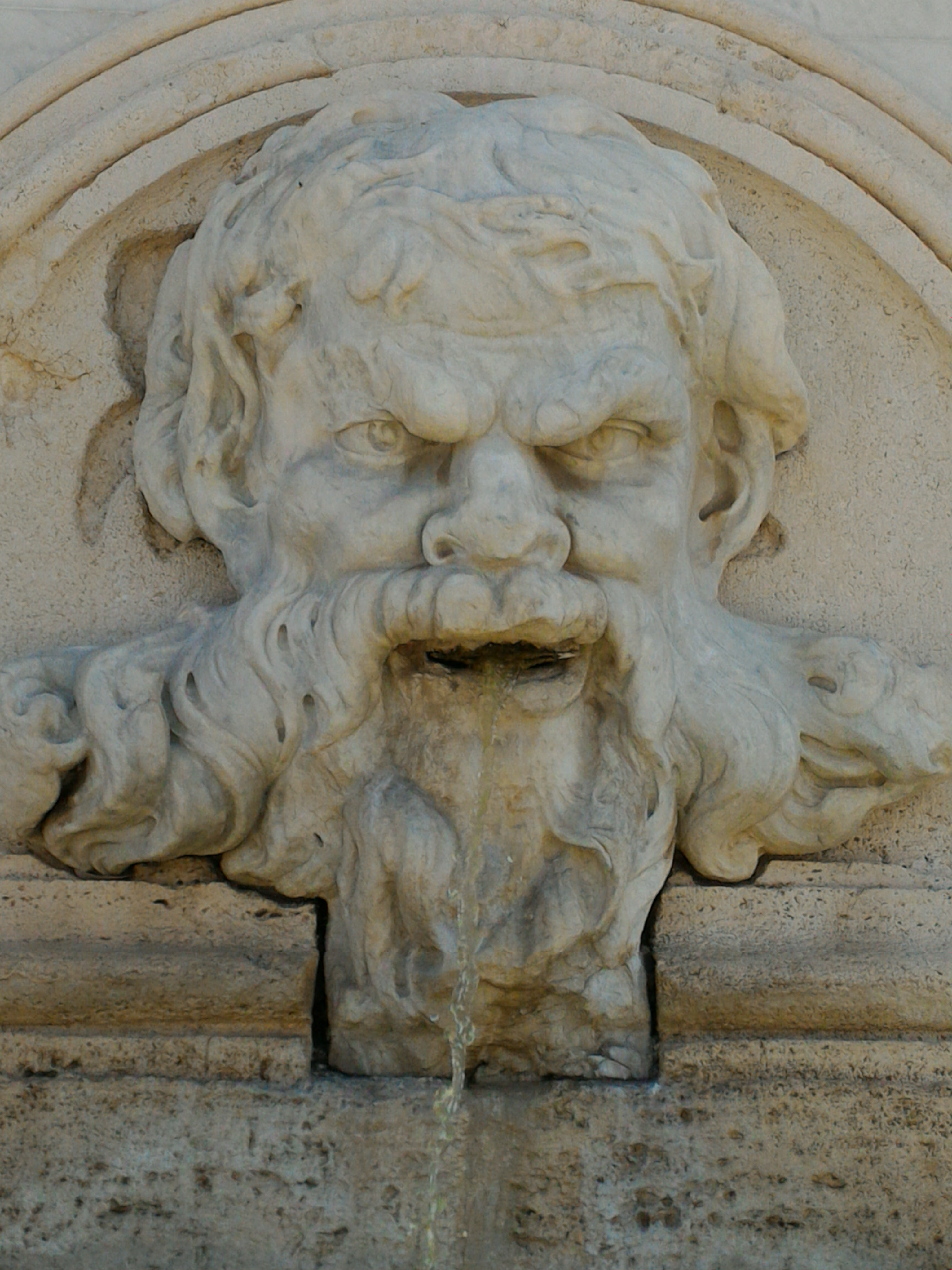
Un particolare della fontana del Vanvitelli, situata nel Porto e comunemente chiamata "mascherone".
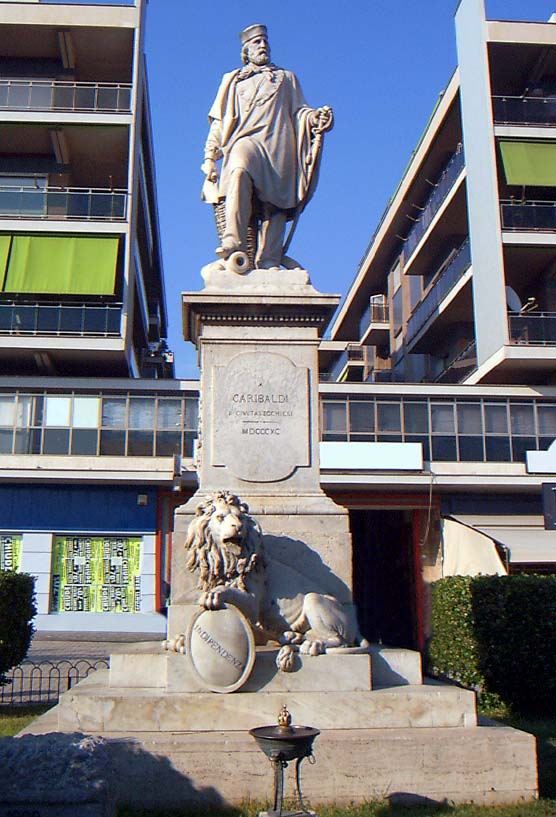
Statua di Giuseppe Garibaldi.